# Adriano do Amaral
Adriano Monteiro do Amaral (Póvoa de Varzim, 21 de Março de 1941 — Porto, 25 de Maio de 2010) foi um artista plástico, professor, restaurador e perito português.

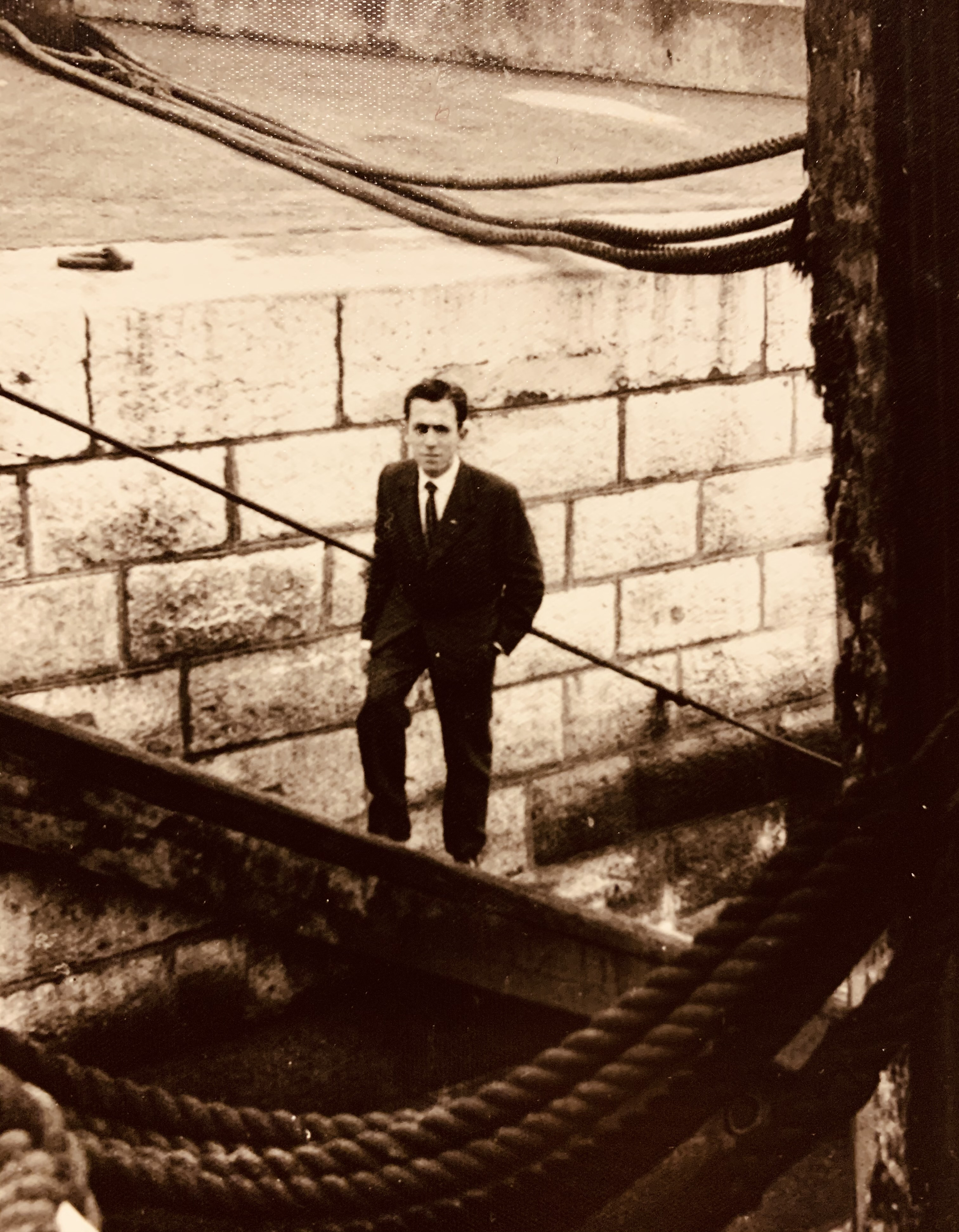
Adriano do Amaral, Porto, 1960

## Vida e Obra
Nasceu na Póvoa do Varzim, onde viveu até aos onze anos com os seus pais e as irmãs Lina, Gena e Júlia.
Em 1952 a família deixa a Póvoa, o pai Adriano, sua mãe Teresa e seus quatro filhos, mudam-se definitivamente para a cidade do Porto, na busca de melhores oportunidades de estudo para os seus filhos.
No Porto, iniciou os seus estudos artísticos em 1956 na Escola Soares dos Reis, onde  foi aluno de António Cruz e Mendes da Silva.
Esta escola é fundamental para o seu percurso artístico, foi lá que descobriu o desenho, a pintura e a escultura. Cultivou amizades, em especial com professores que o acompanharam toda a vida.

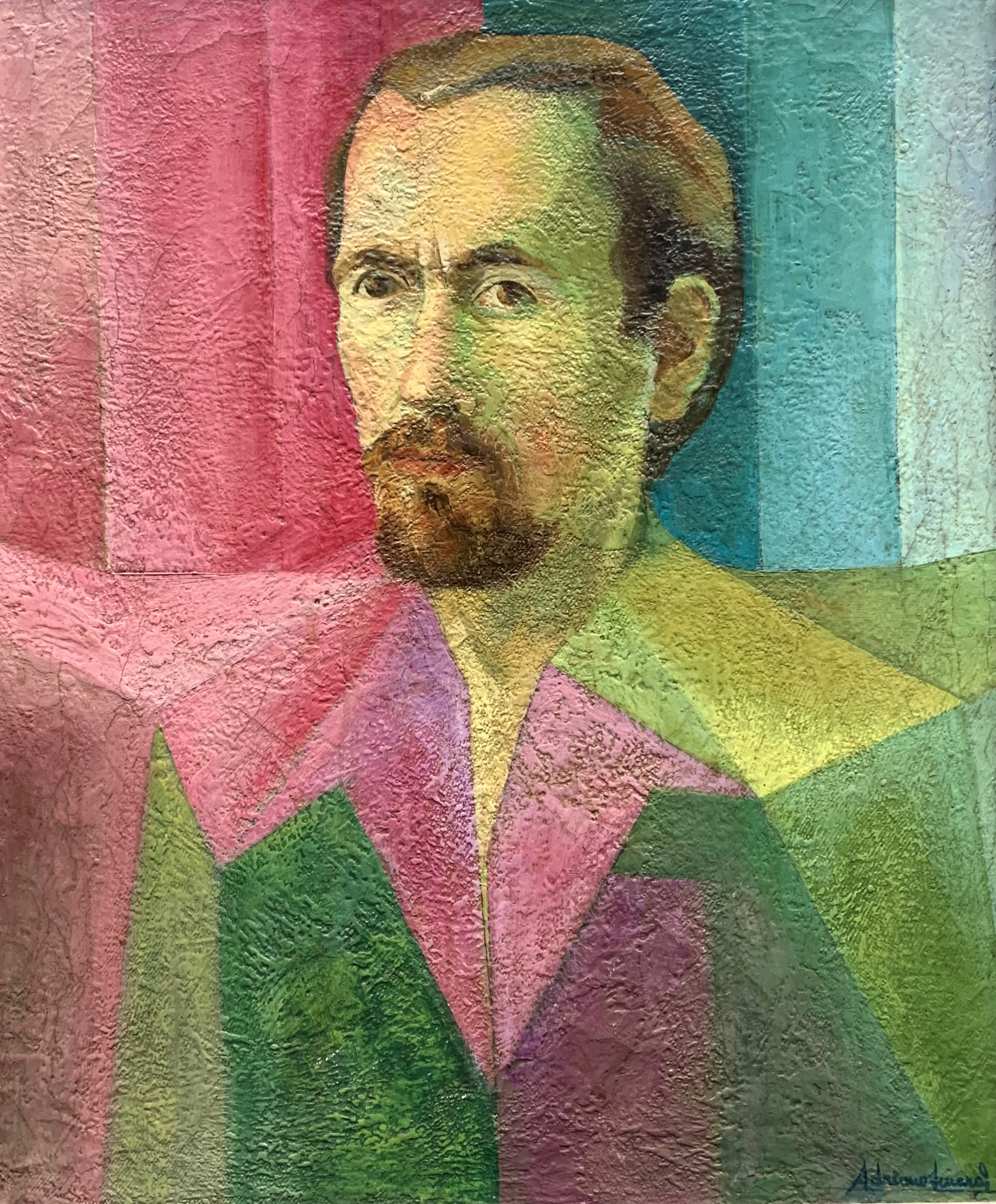
Auto-retrato, óleo sobre madeira, 1974

### Anos 60
Em 1960 matriculou-se no curso superior de pintura da Escola de Belas Artes do Porto, tendo como principal referência Lagoa Henriques, no entanto não se adaptou.
Abandonou a FBAUP em 1964, após ter entrado em conflito com o professor de pintura, pediu então transferência para a ESBAL de Lisboa, onde encontra o seu grande amigo, mais tarde seu cunhado, o filósofo Carlos Amorim.
Vive intensamente Lisboa, onde estuda na ESBAL, paralelamente trabalha no Instituto José de Figueiredo e desenvolve trabalhos de conservação com Edmundo Silva.
Foi também bolseiro da Fundação Calouste Gulbenkian, realizou trabalhos no Museu de Arte Antiga e conclui o curso da ESBAL em 1967.

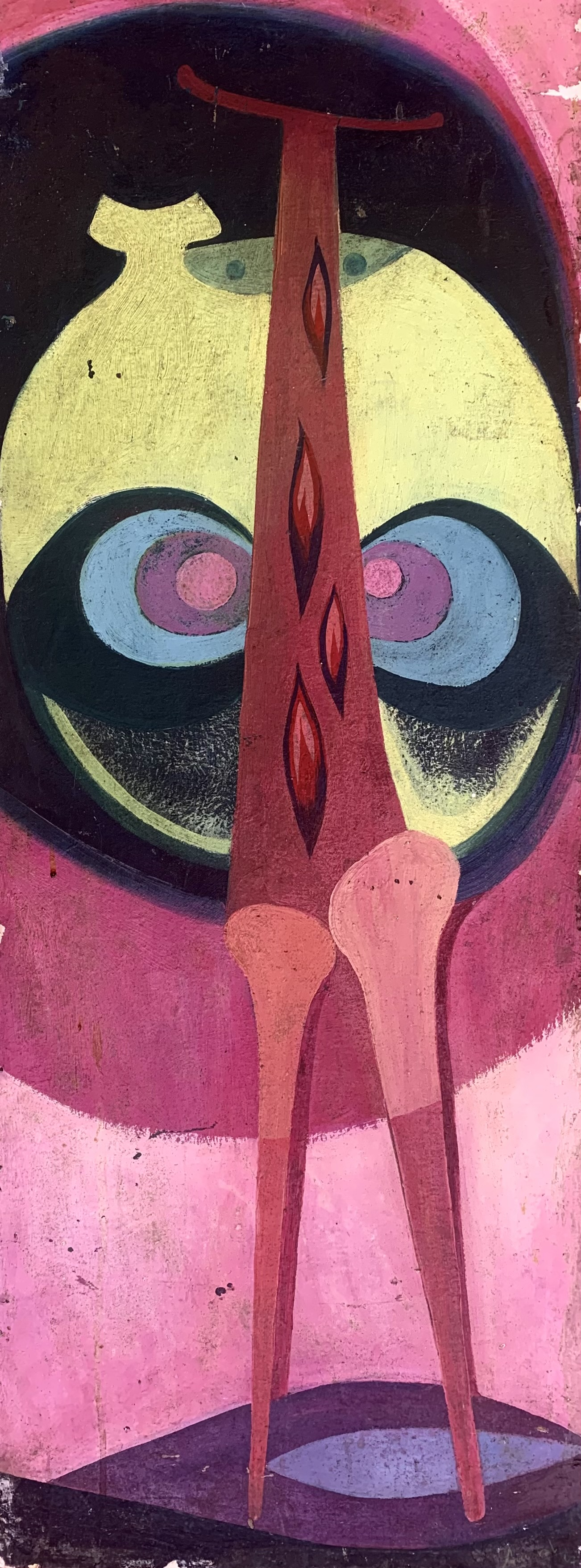
Óleo sobre madeira, 1967

Após uma temporada em Roma e Florença, regressa ao Porto em 1968, período em que se acentua a sua paixão pela cultura clássica, que mais tarde surge na sua pintura nos anos 80.
Em Setembro desse mesmo ano, inicia a sua atividade como professor na Escola Preparatória de Anadia.

### Anos 70

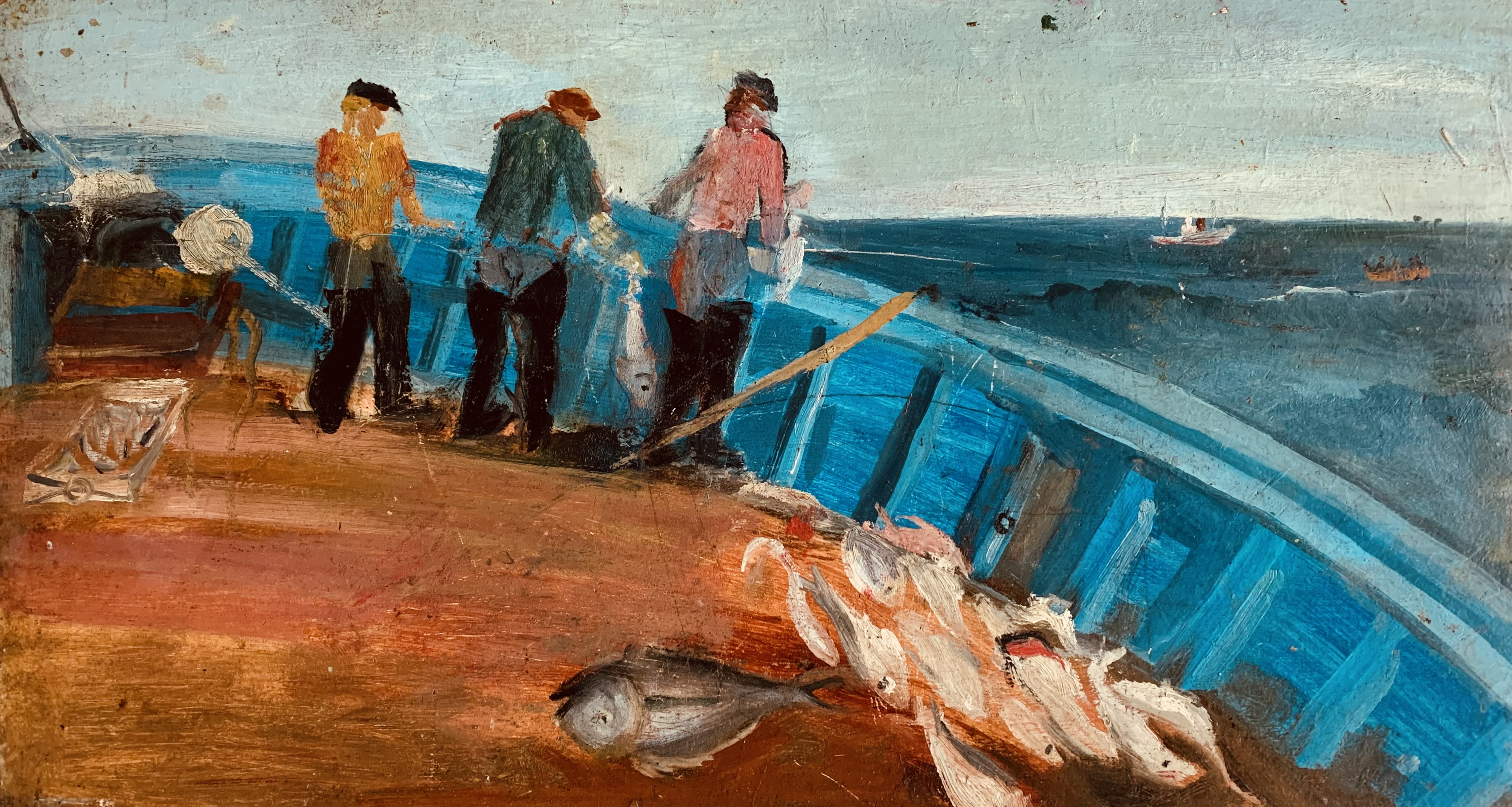
Alto-mar, 1975

No início dos anos 70 desenvolve um conjunto de trabalhos, com o título "Portugal que se despede". Talvez por influência da sua estadia em Itália, estes trabalhos estão mais próximos do neorrealismo do cinema italiano.
Em 1973 é convidado a abrir a Escola C+S D.Duarte em Baião e escreve um livro com o título "Estudo do Movimento".
Em 1975 é professor em S. Pedro da Cova, onde foi fundador do Museu Mineiro. Adriano Amaral empenhou-se então, na preservação das minas e deste património industrial, no momento de grande crise em que estavam todas a encerrar. A construção do museu foi vital para salvar a memória da região.
O museu foi inaugurado em 1976.
É também na década de 70, que realiza alguns trabalhos como cenógrafo para vários grupos de teatro amador.
Em 1977 nasce a sua fase surrealista, um surrealismo mitológico, muito inspirado na cultura clássica, que se confronta com todo o universo freudiano da psicanálise. Sente-se seduzido pelo surrealismo de Cruzeiro Seixas e fascinado pelo filme de Alfred Hitchcock "Spellbound" de 1945.

### Anos 80
Em 1980 abre na cidade do Porto, o Atelier de Restauro Adriano do Amaral, espaço que foi responsável pela recuperação de vasto conjunto de património artístico, tanto de instituições como de particulares.
Esta era uma antiga ambição sua, pôr em prática todos os conhecimentos, experiência que adquiriu no Instituto José de Figueiredo e o Museu de Arte Antiga.
A peritagem e a investigação passaram a fazer parte do processo de recuperação dos objetos artísticos, assim como a sua classificação.
Ao longo de 40 anos aplicou novos processos e metodologias de investigação, que foram fundamentais na identificação, de perto de um milhar de obras falsificadas de artistas famosos.
Na pintura ao longo de toda a década de 80, continua a trabalhar em redor do surrealismo Freudiano e o mundo dos sonhos.
Nesta fase surrealista, a cidade do Porto é frequentemente transportada como cenário de fundo em vários das suas pinturas, devido ao seu amor pela cidade.
Em 1989 pinta o retrato do Duque da Ribeira.

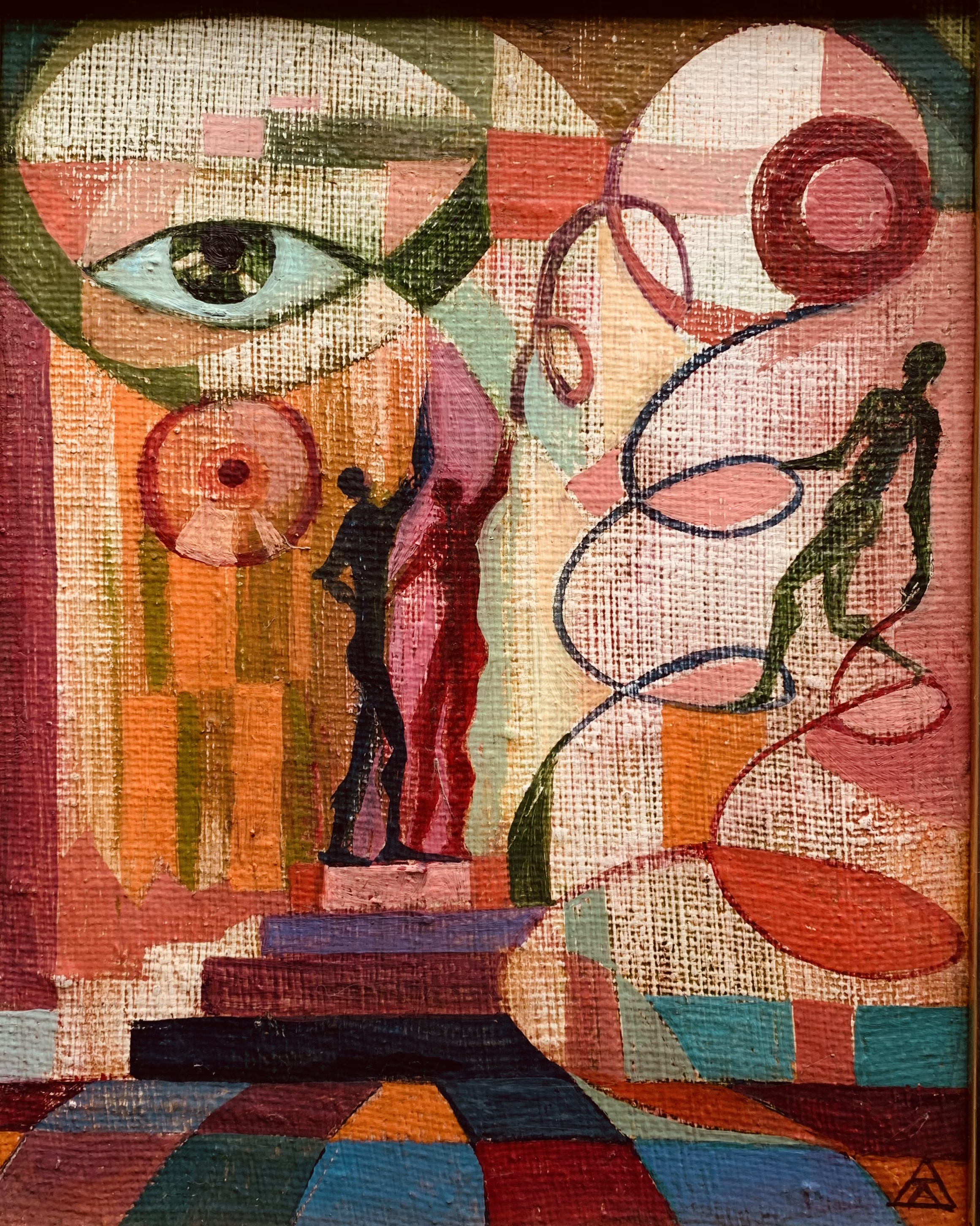
DNA, 1992

### Anos 90
A partir dos anos 90, o seu surrealismo vai-se desconstruindo, transformando-se em linguagens que cruzam vários movimentos artísticos do século XX, em especial o cubismo.
Nesta década de 90, o seu atelier de restauro dá particular atenção a instituições, em especial o património da Igreja Católica.
Foram assim realizadas algumas obras de grande dimensão, exemplo disso foi o caso enorme teto da Igreja S.Cipriano em Paços de Brandão.
Por iniciativa do padre Joaquim Correia inicia-se um processo longo para salvar esta obra de arte das "chamas", pois o teto iria ser destruído na remodelação da igreja. Esta foi uma intervenção profunda orientada por Adriano Amaral, que recuperou totalmente esta peça importante do nosso património, que mais tarde durante o processo se veio a descobrir ser da autoria de Domingos Teixeira Barreto.
Em meados dos anos 90 numa peritagem no seu atelier, descobre um auto-retrato de grandes dimensões de Edgar Degas, uma obra importante que estava perdida e desconhecida da história da arte.
O feliz proprietário era um emigrante português em frança, que recebeu este quadro por herança de seu pai, mas que desconhecia o seu real valor e autor. Mais tarde o proprietário vendeu o quadro em leilão em 1996, na Sotheby's.

### 2001-2010
Em 2001, encerra a sua atividade como professor dando a sua última aula na C+S Pêro Vaz de Caminha.
Nos seus últimos anos, viveu intensamente o atelier, mergulhado na sua pintura, no estudo e na investigação.
A sua pintura cada vez mais simplificada, desagua em um minimalismo que seria abandonado perto da sua morte.
A sua última fase surge em meados de 2007, leva-nos para um retorno ao início do seu percurso artístico, como um círculo que se fecha.
A mulher volta a ser figura central, mulheres sentadas ou deitadas numa atmosfera azul, esperam adormecidas pelo nosso olhar.
A fase azul fica assim inacabada.
Adriano Amaral encerrou o atelier poucas semanas antes de sua morte, após 35 anos de atividade.
Faleceu em 15 de maio de 2010.

## Vida Pessoal
Casou-se com Maria de Fátima Amorim em 25 de Julho de 1970.
Filho, Carlos Manuel do Amaral, nascido 1971 (Amaral), nome artístico.
Filho, Ricardo Fernandes do Amaral, nascido em 1980, professor.

## Galeria de imagens

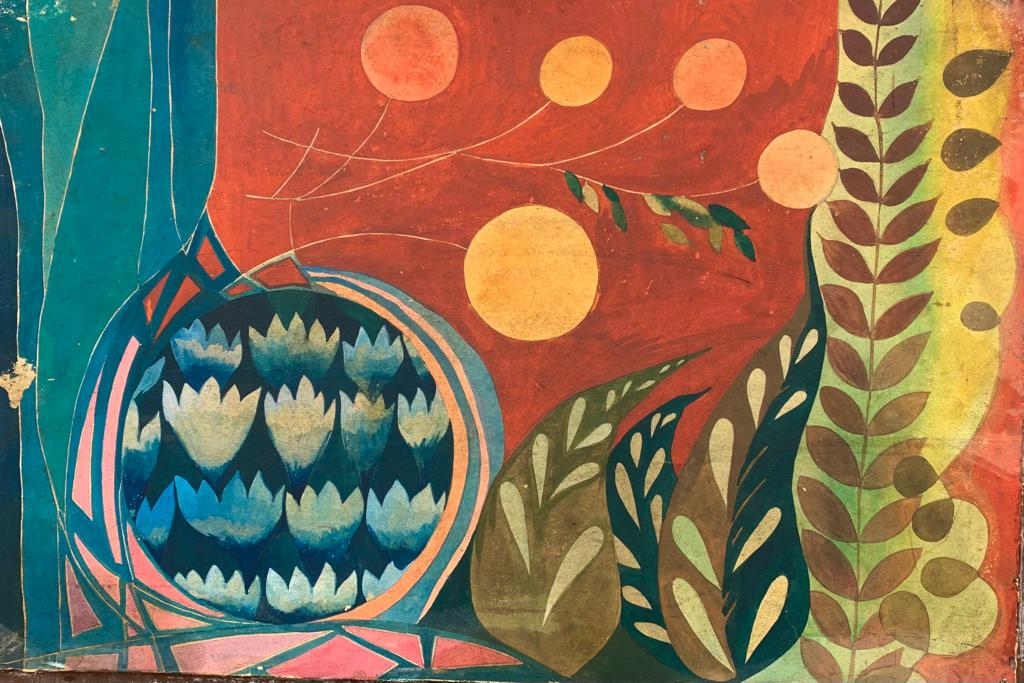
Natureza morta, 1958
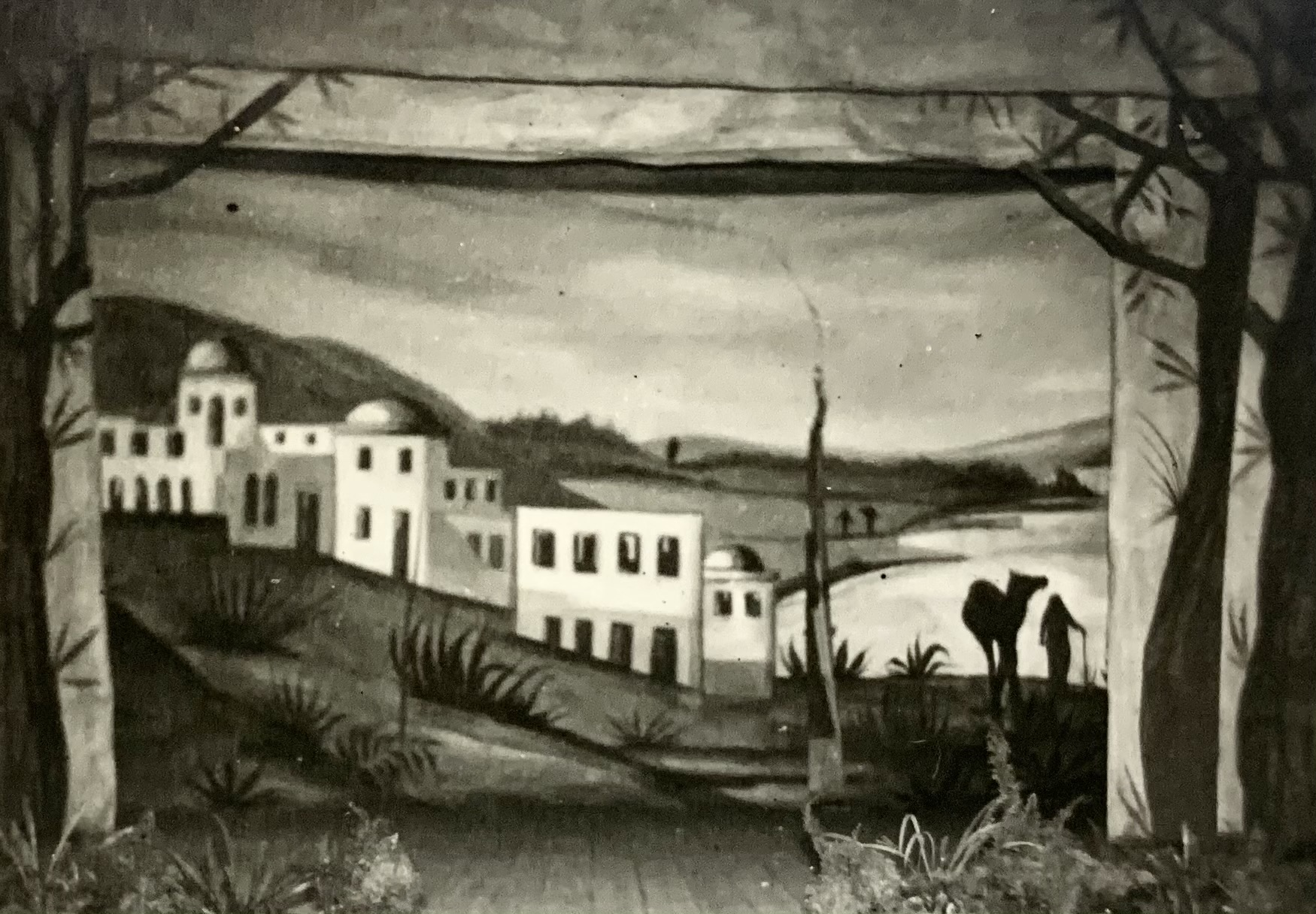
Teatro Bonfim, 1961
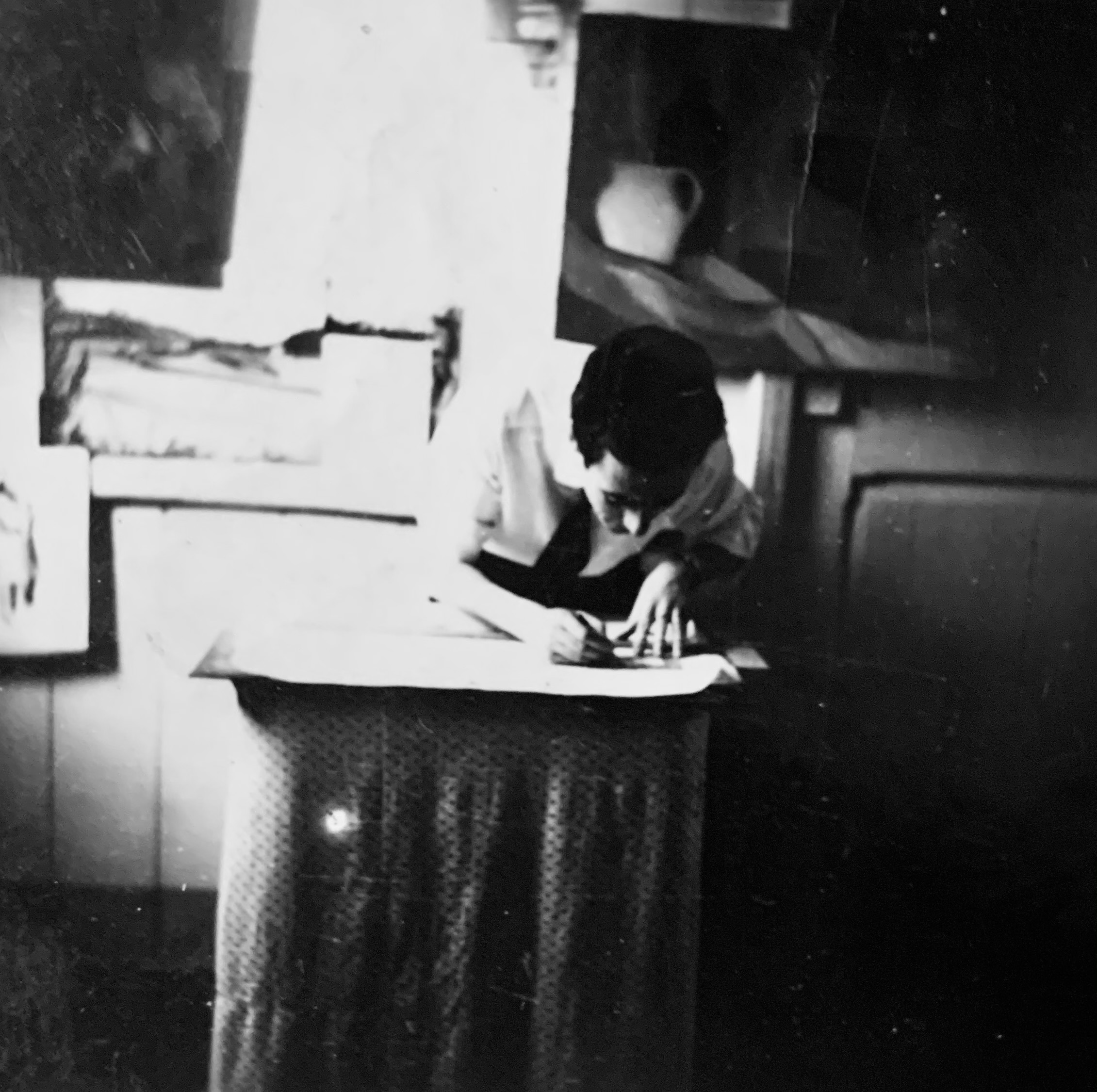
Porto, 1964
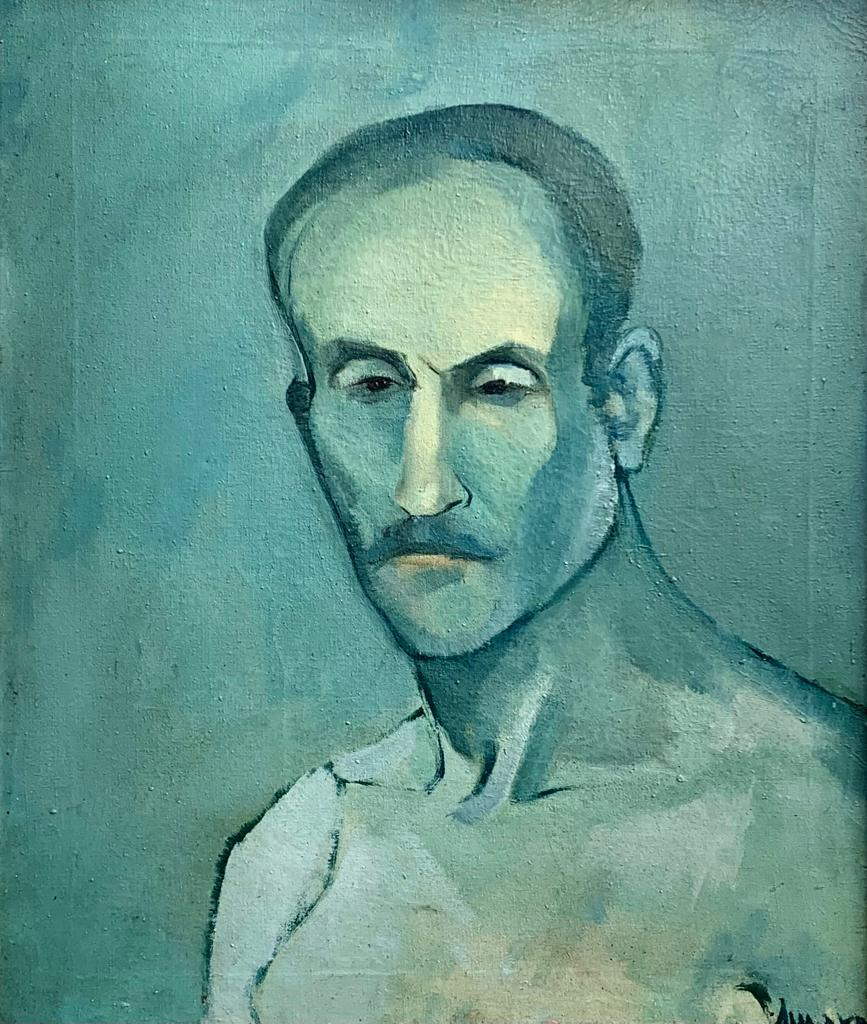
António, 1964
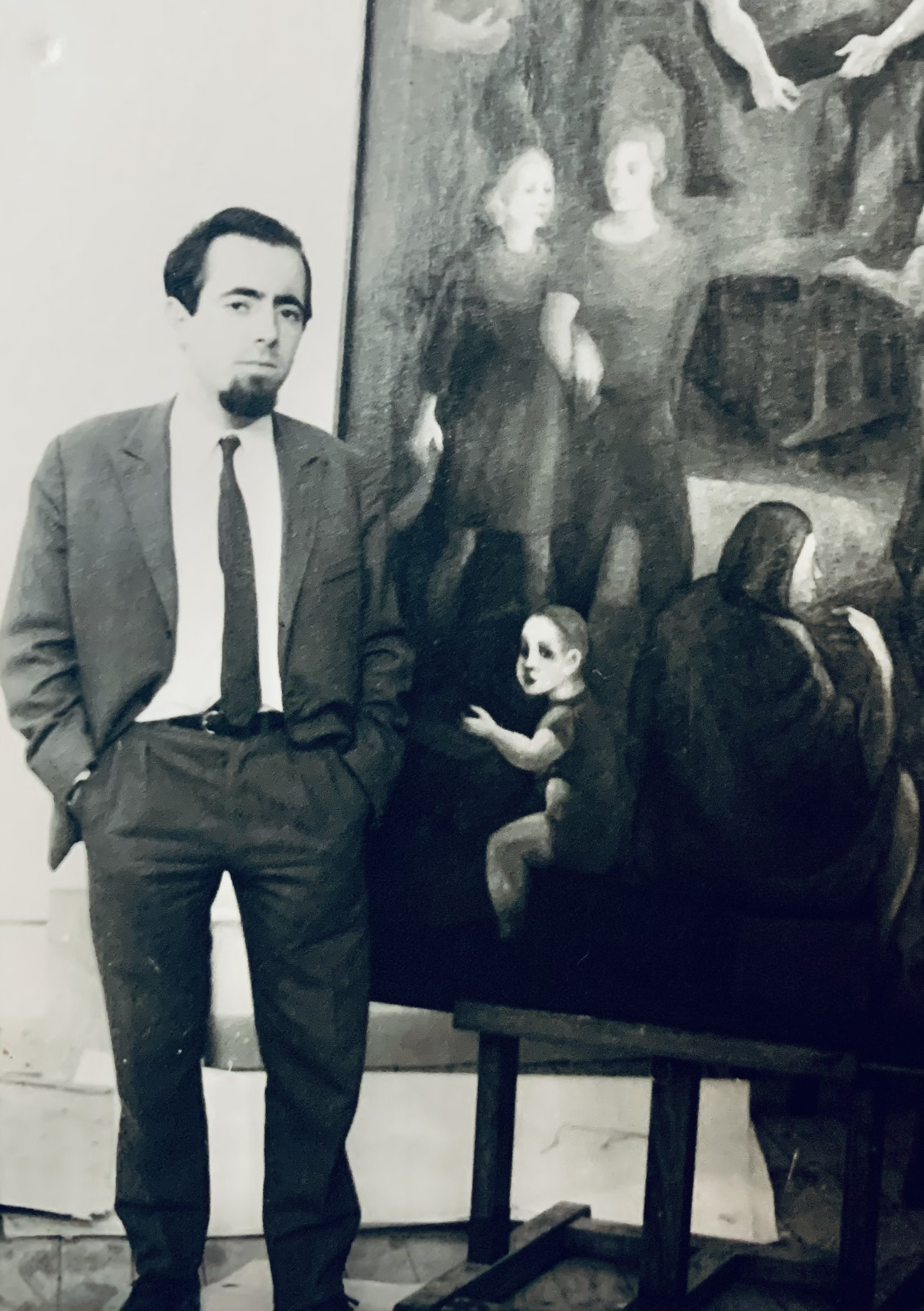
Lisboa, 1966
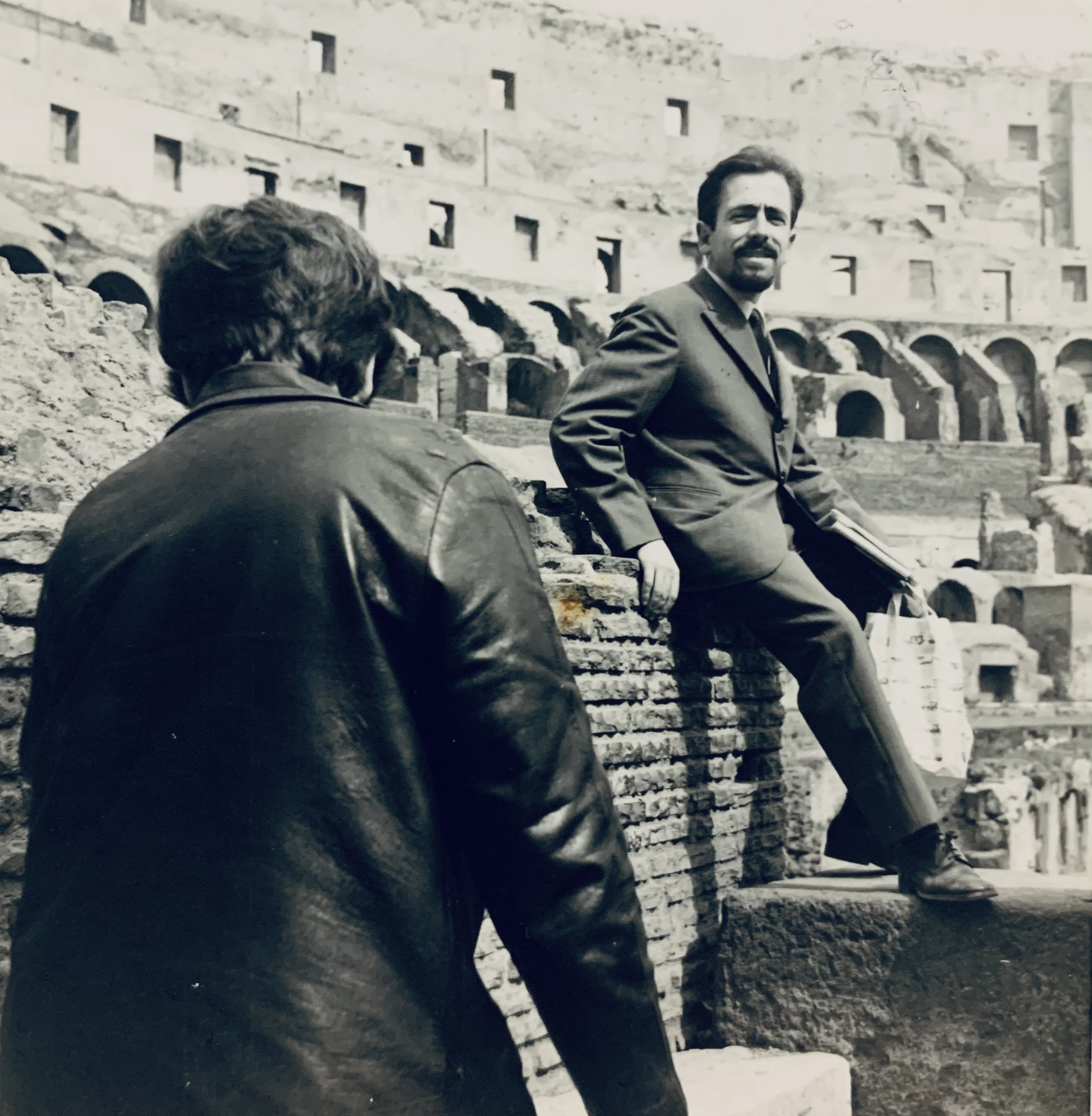
Roma, 1968
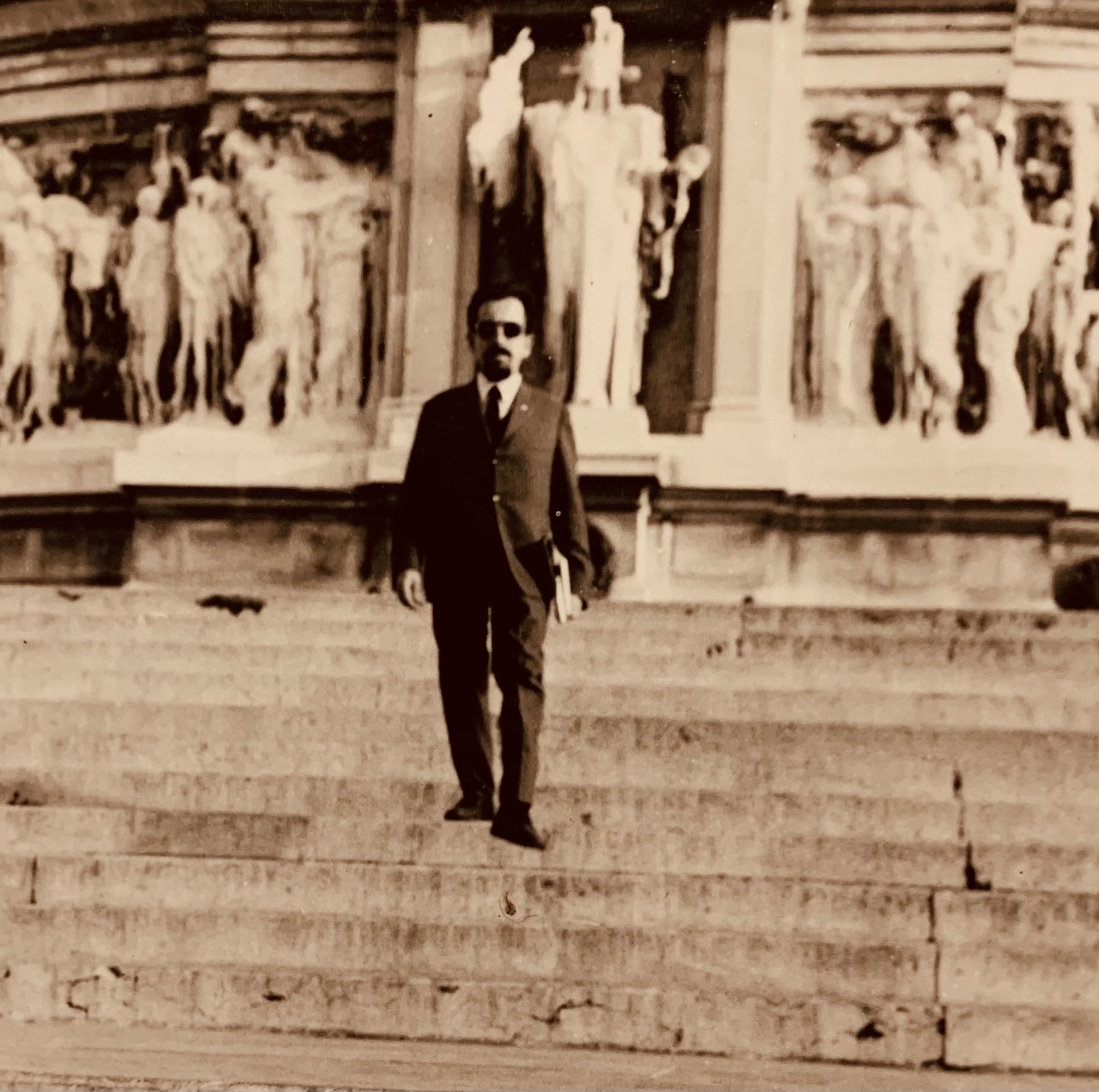
Roma, 1968
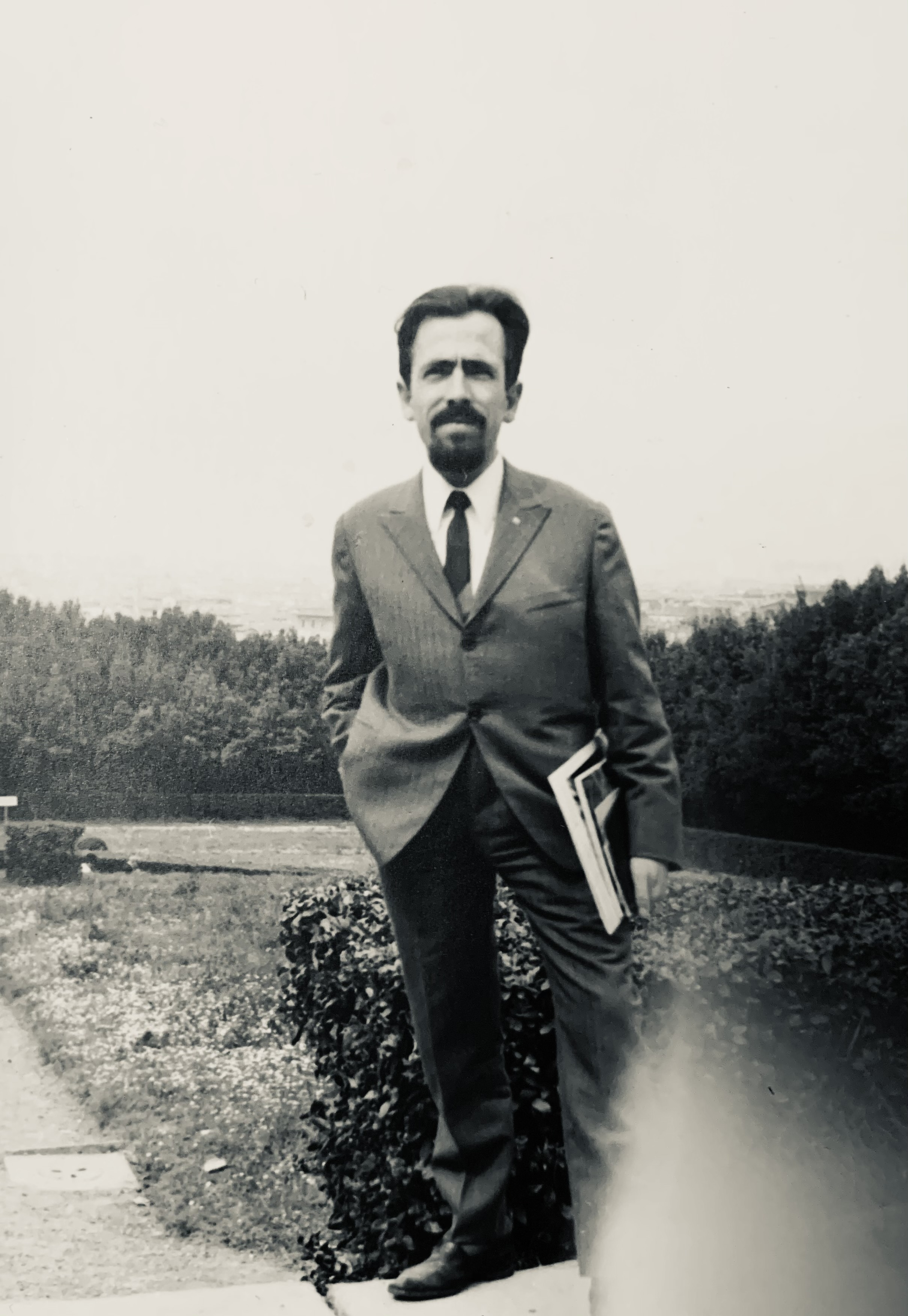
Florença, 1968
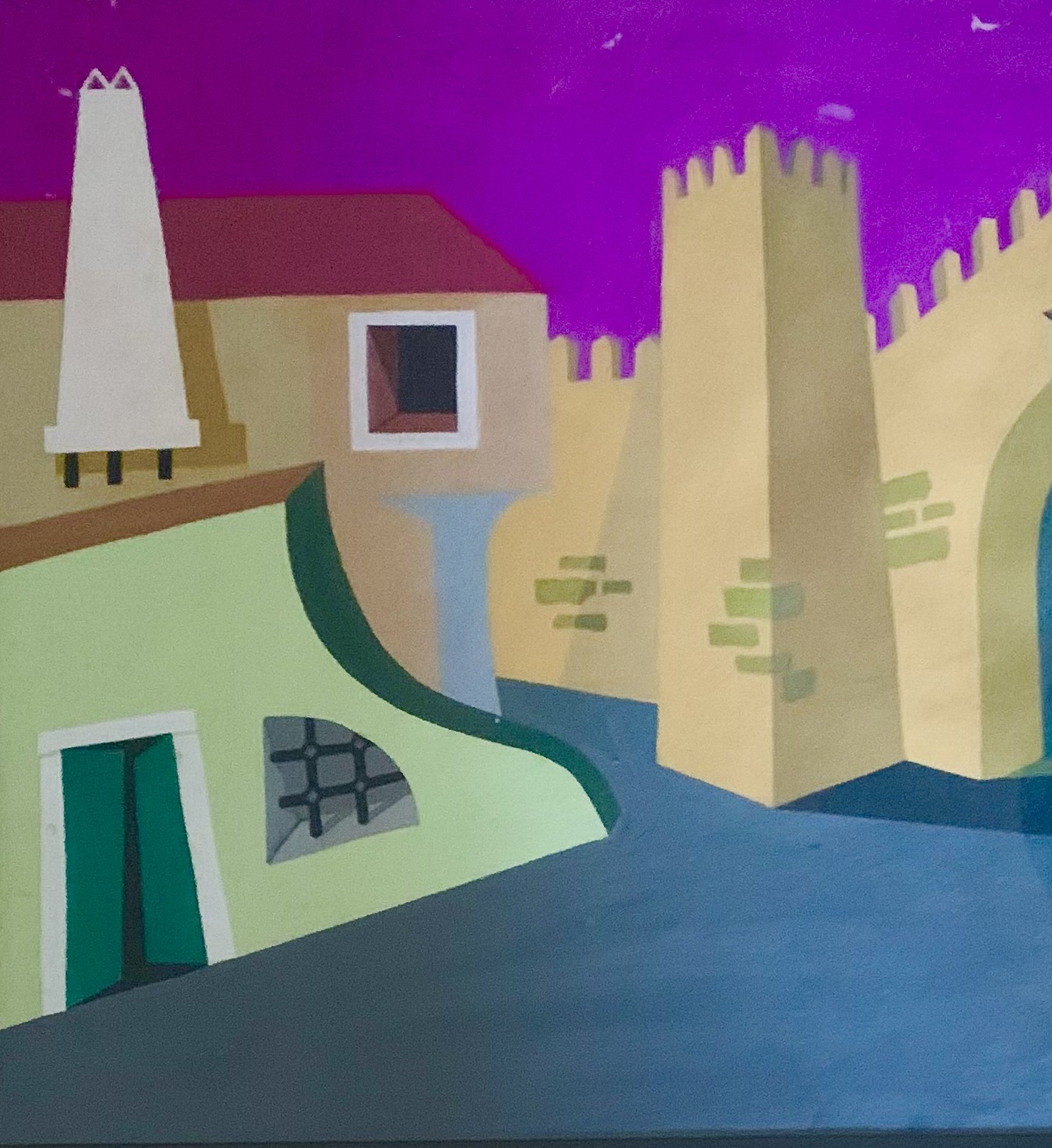
Teatro, 1970
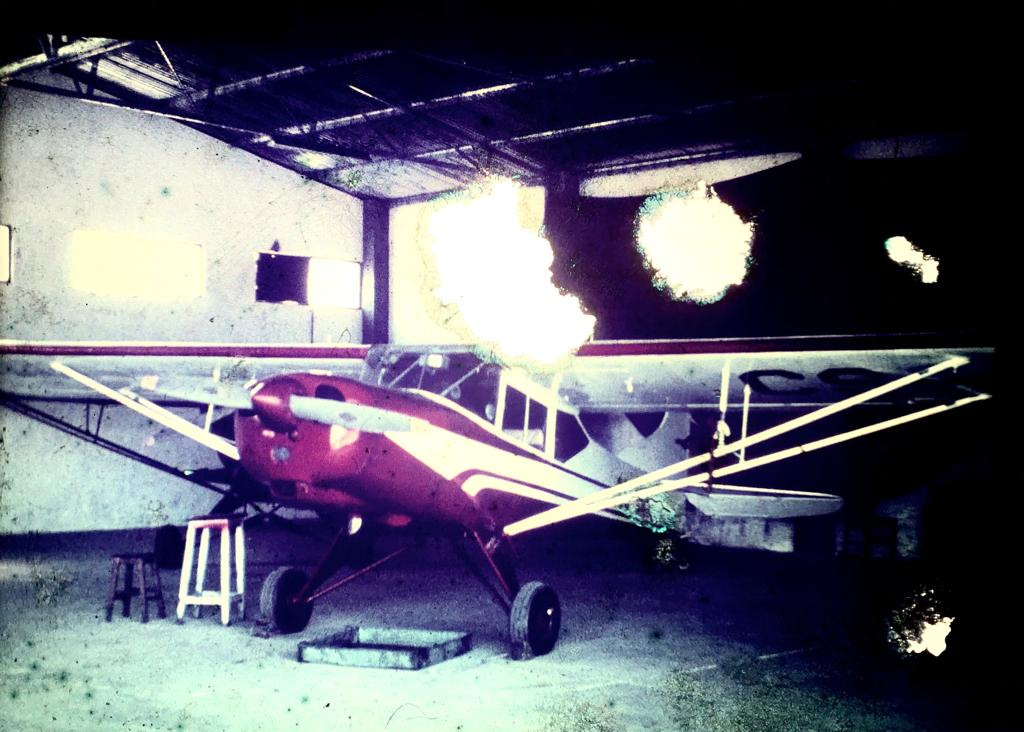
Fotografia, 1971
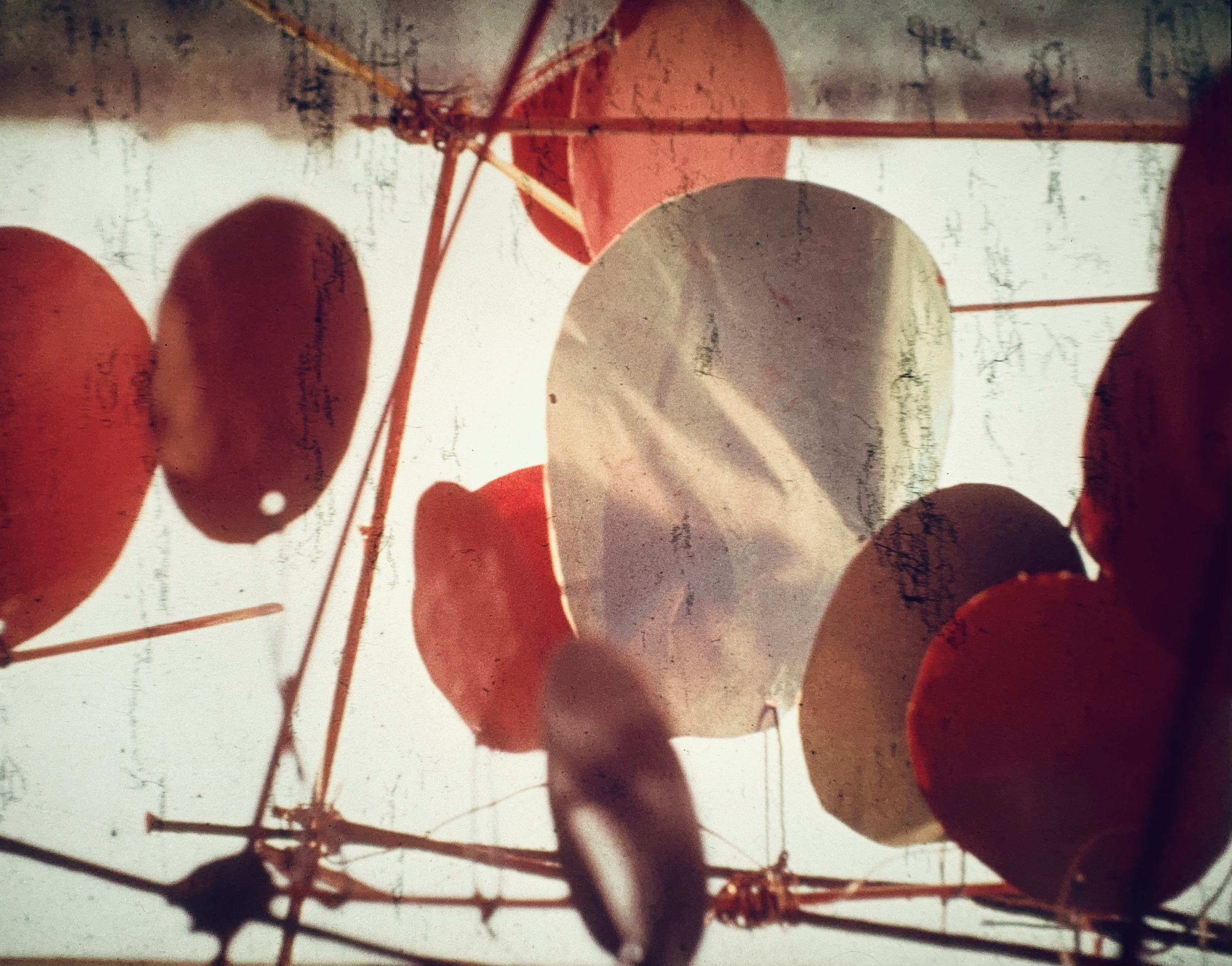
Escultura, 1971
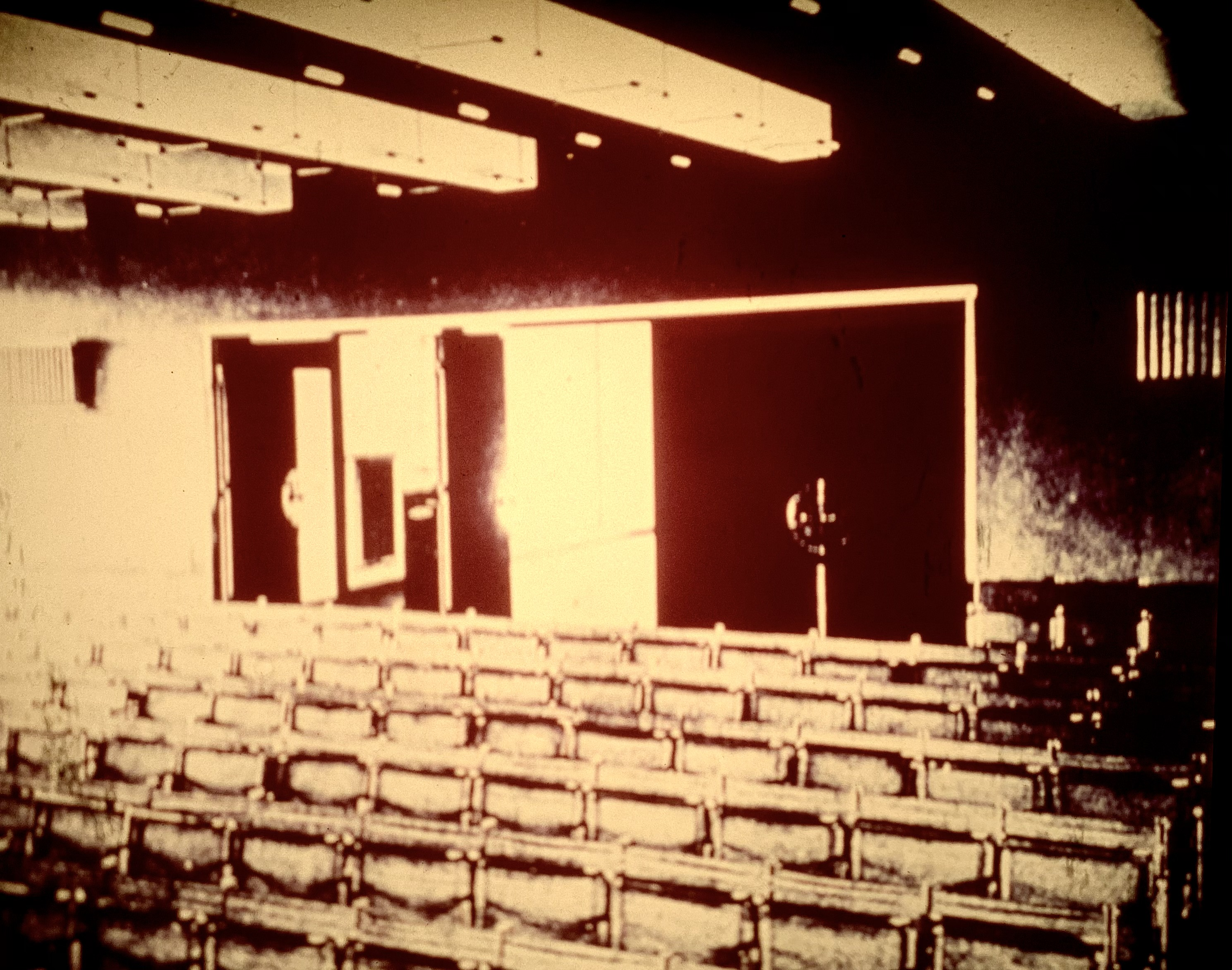
Auditório, 1973
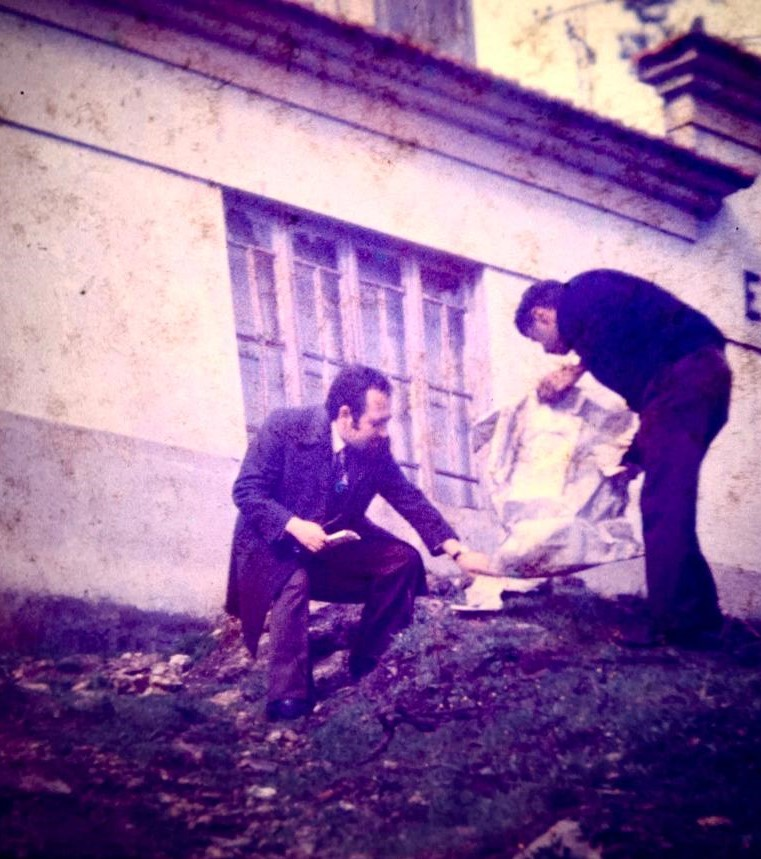
Baião, 1973
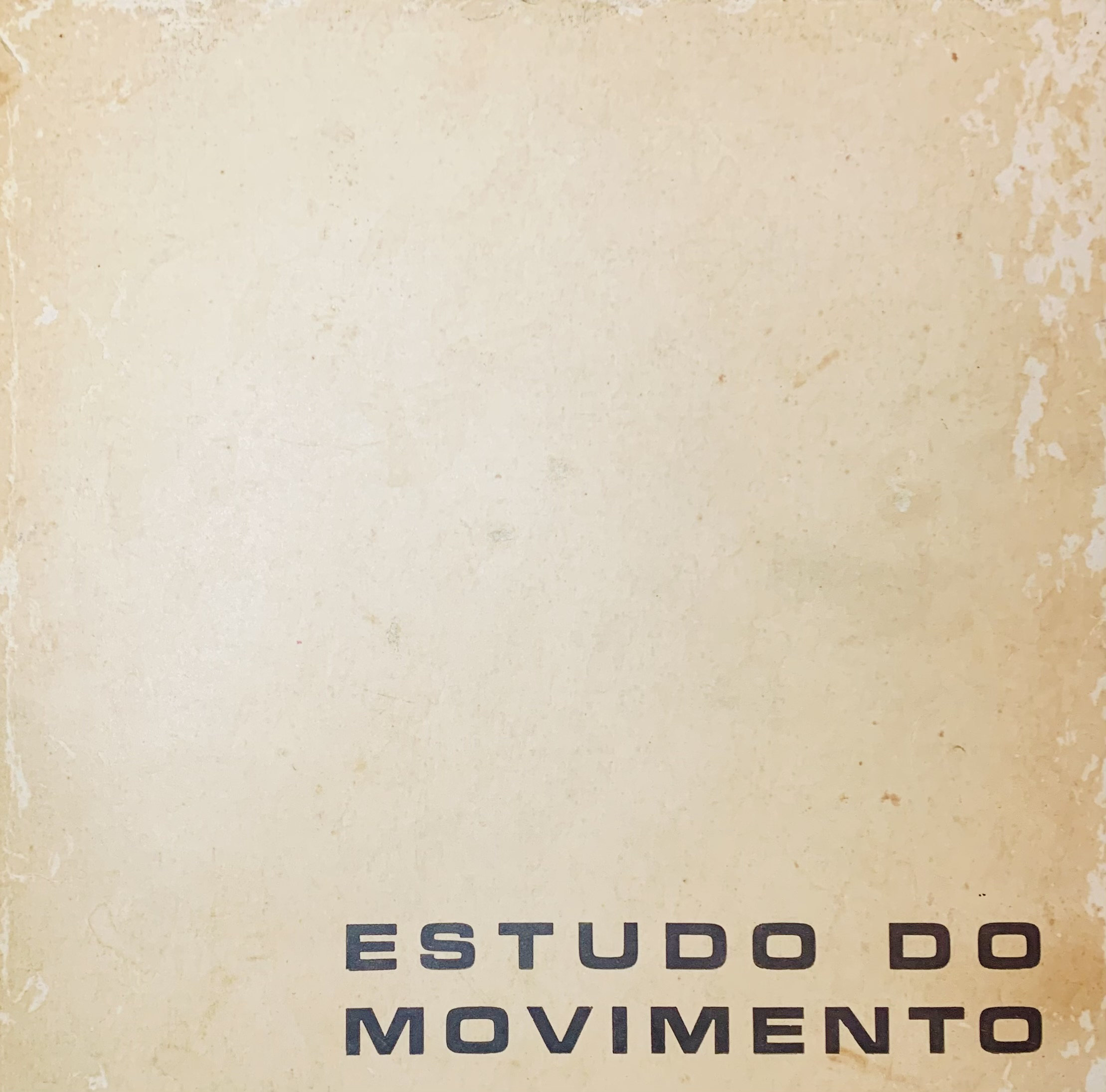
Livro Estudo do Movimento, 1973
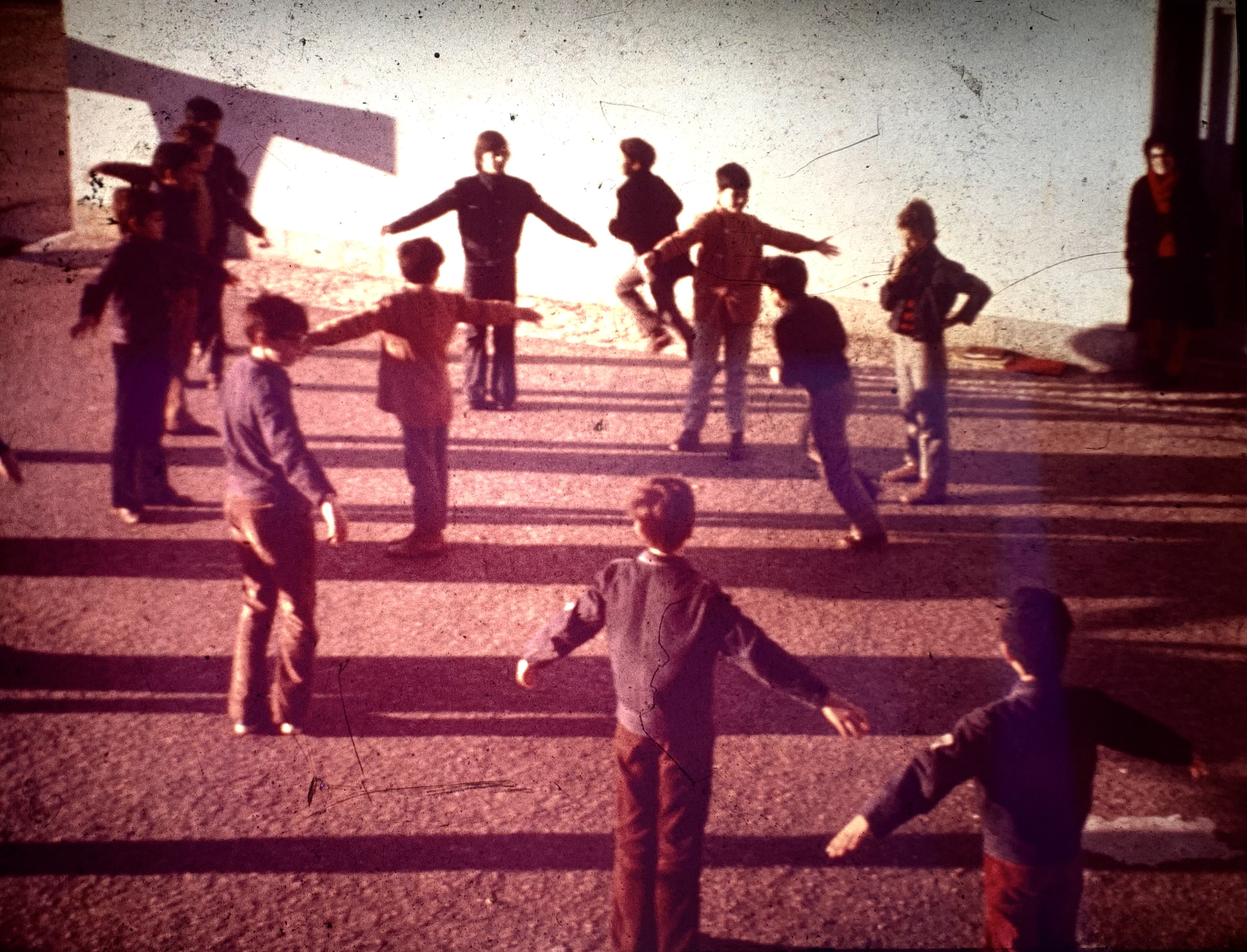
Recreio, 1973
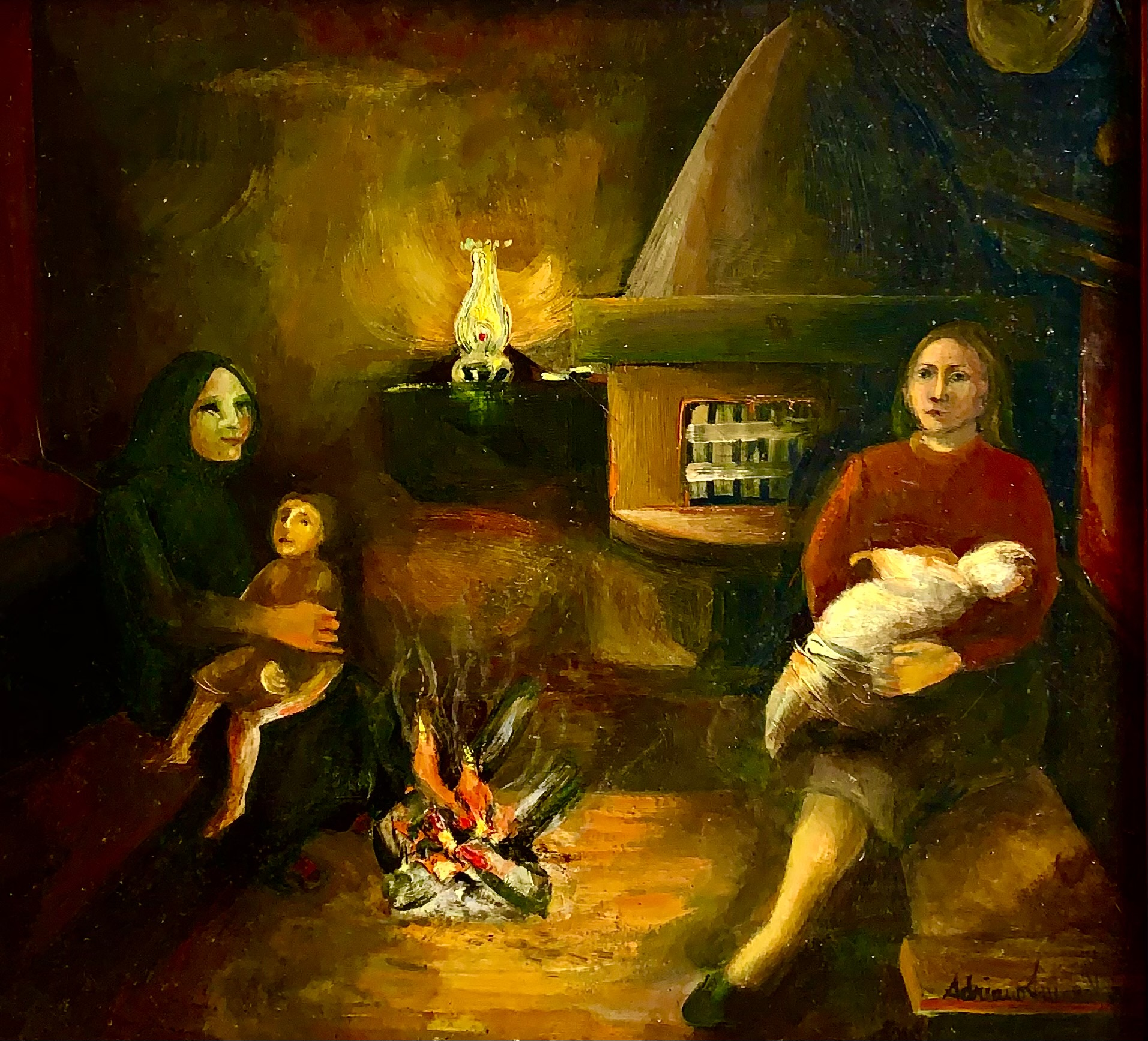
Portugal, 1974
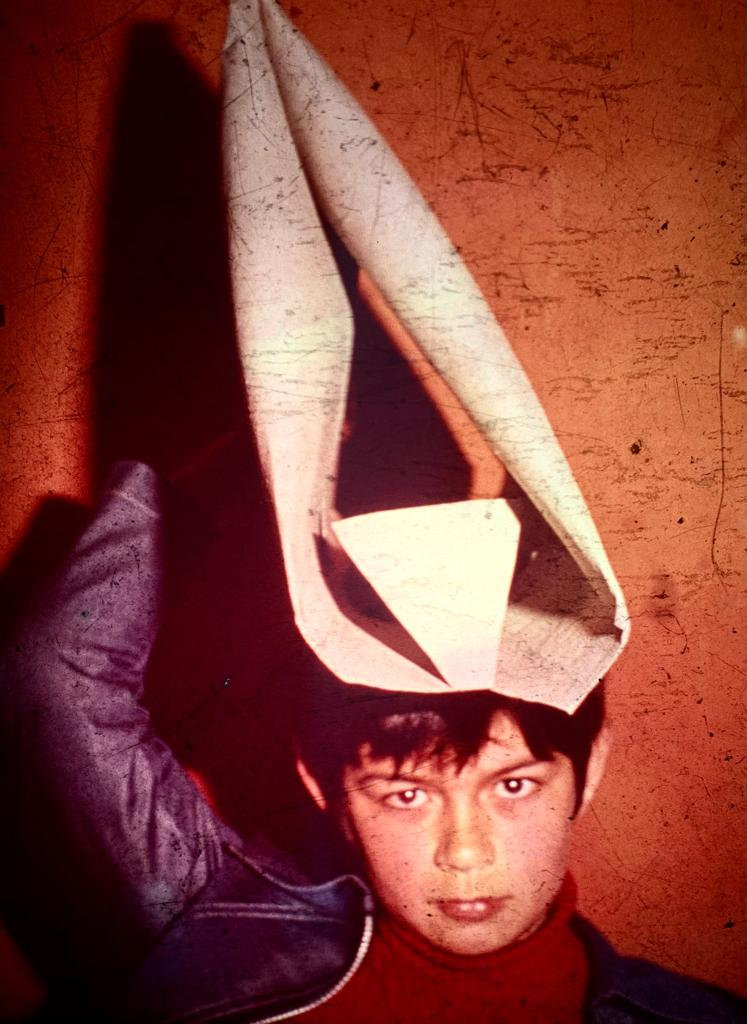
Chapéu da educação, 1974
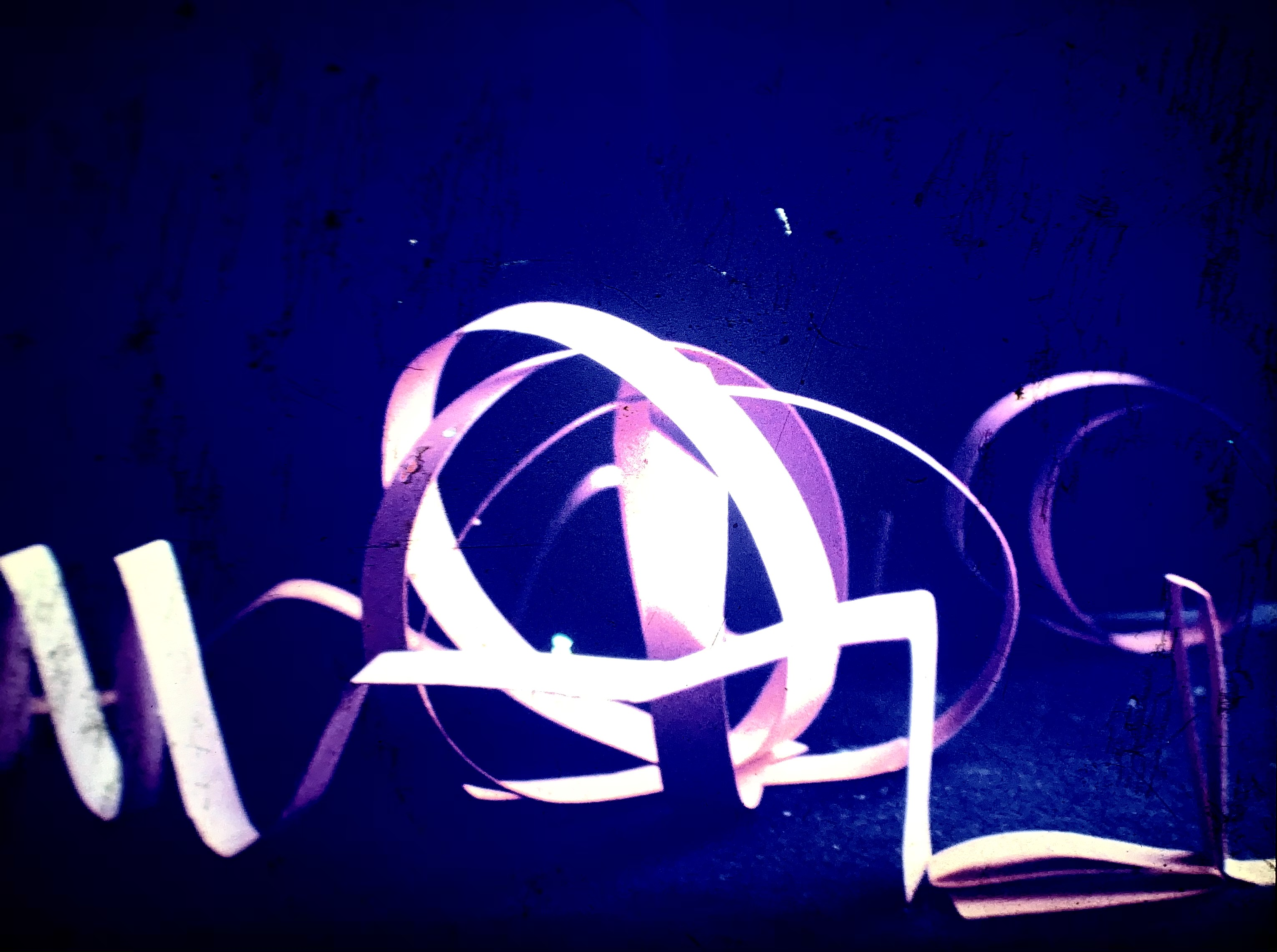
Escultura, 1976
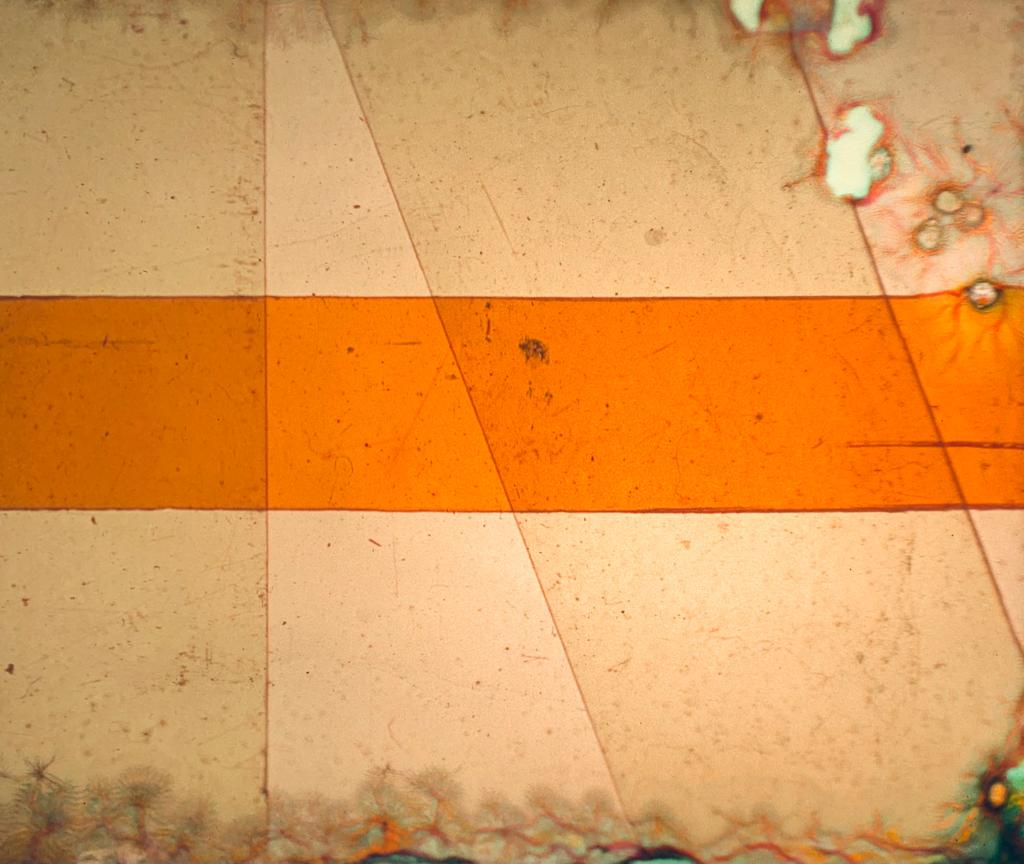
Colagem, 1976
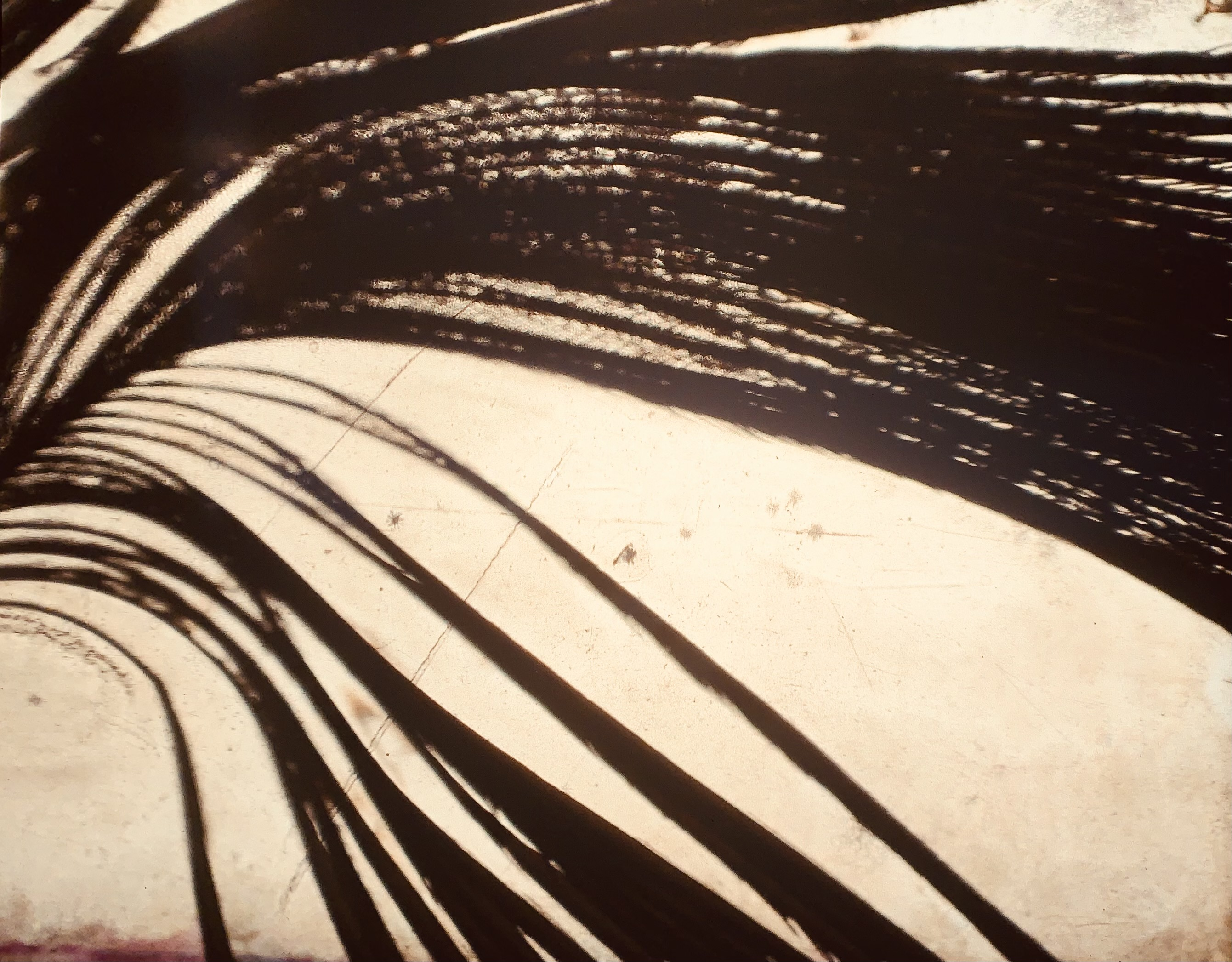
Fotografia, 1977
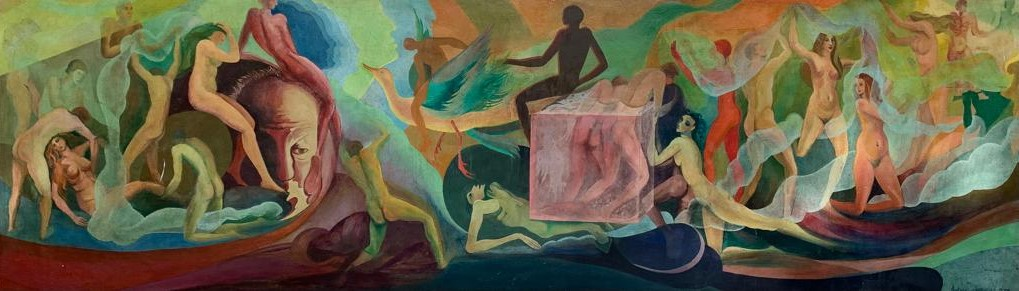
Universo dos sonhos, 1977
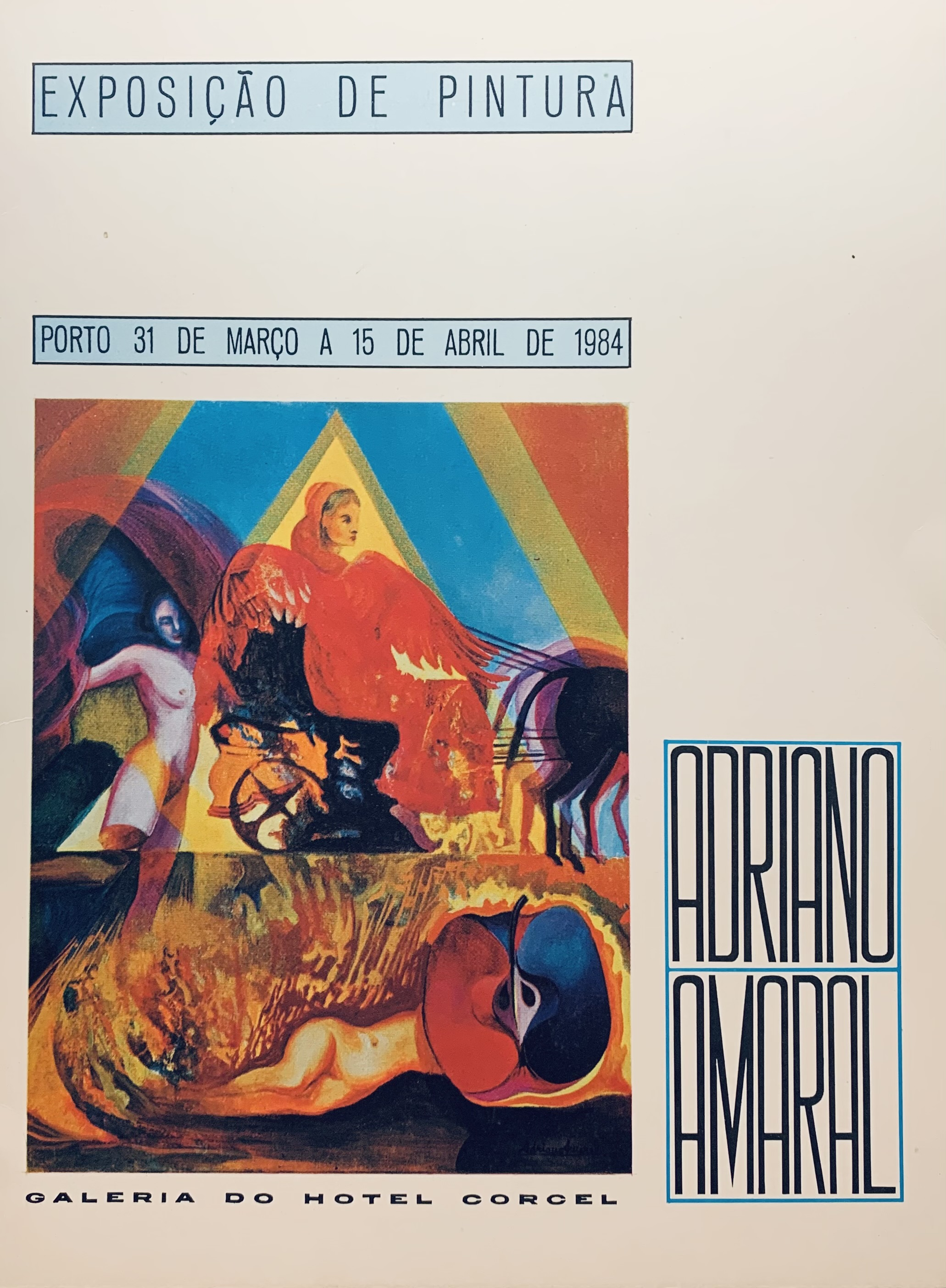
Catálogo de Exposição, 1984
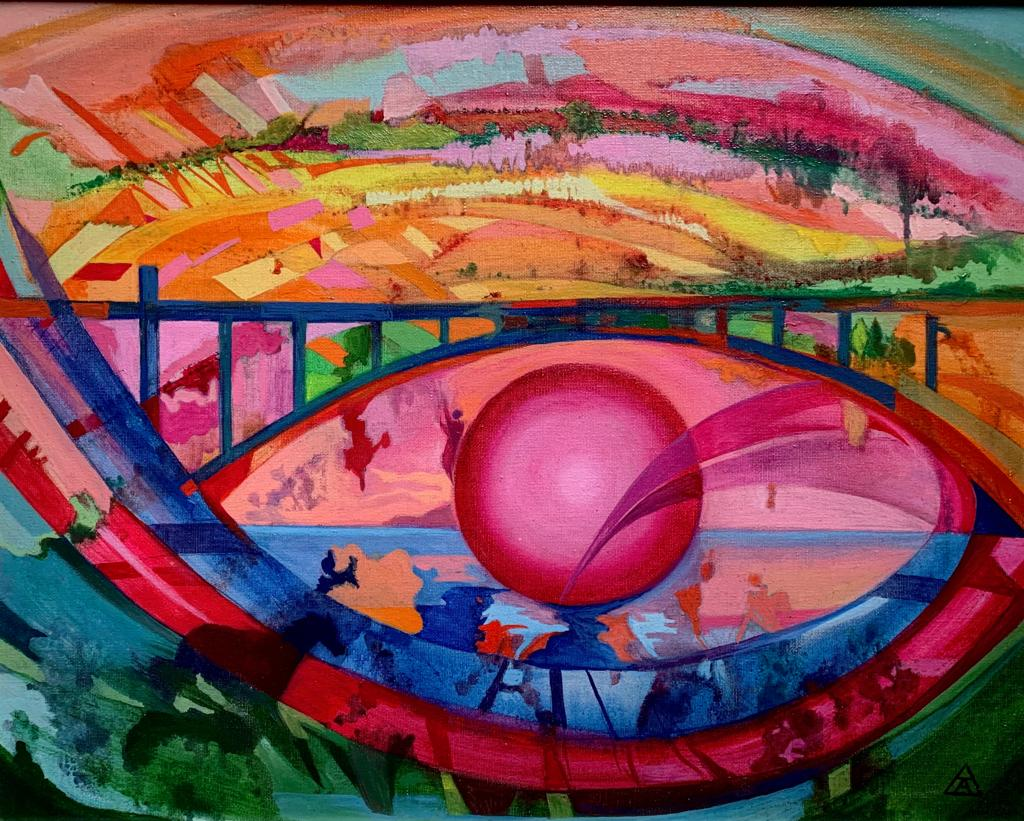
Porto, 1988
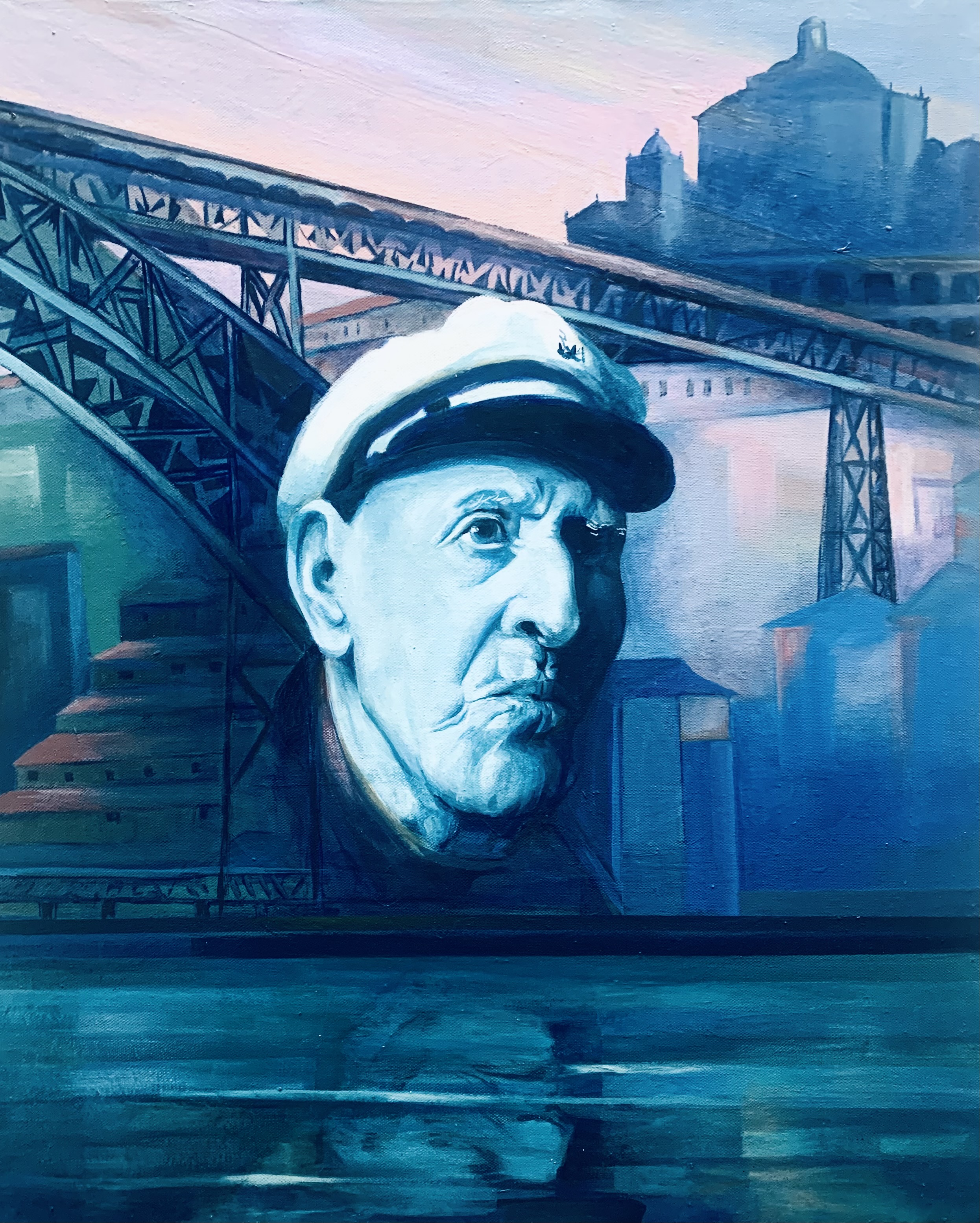
Duque da Ribeira, 1989
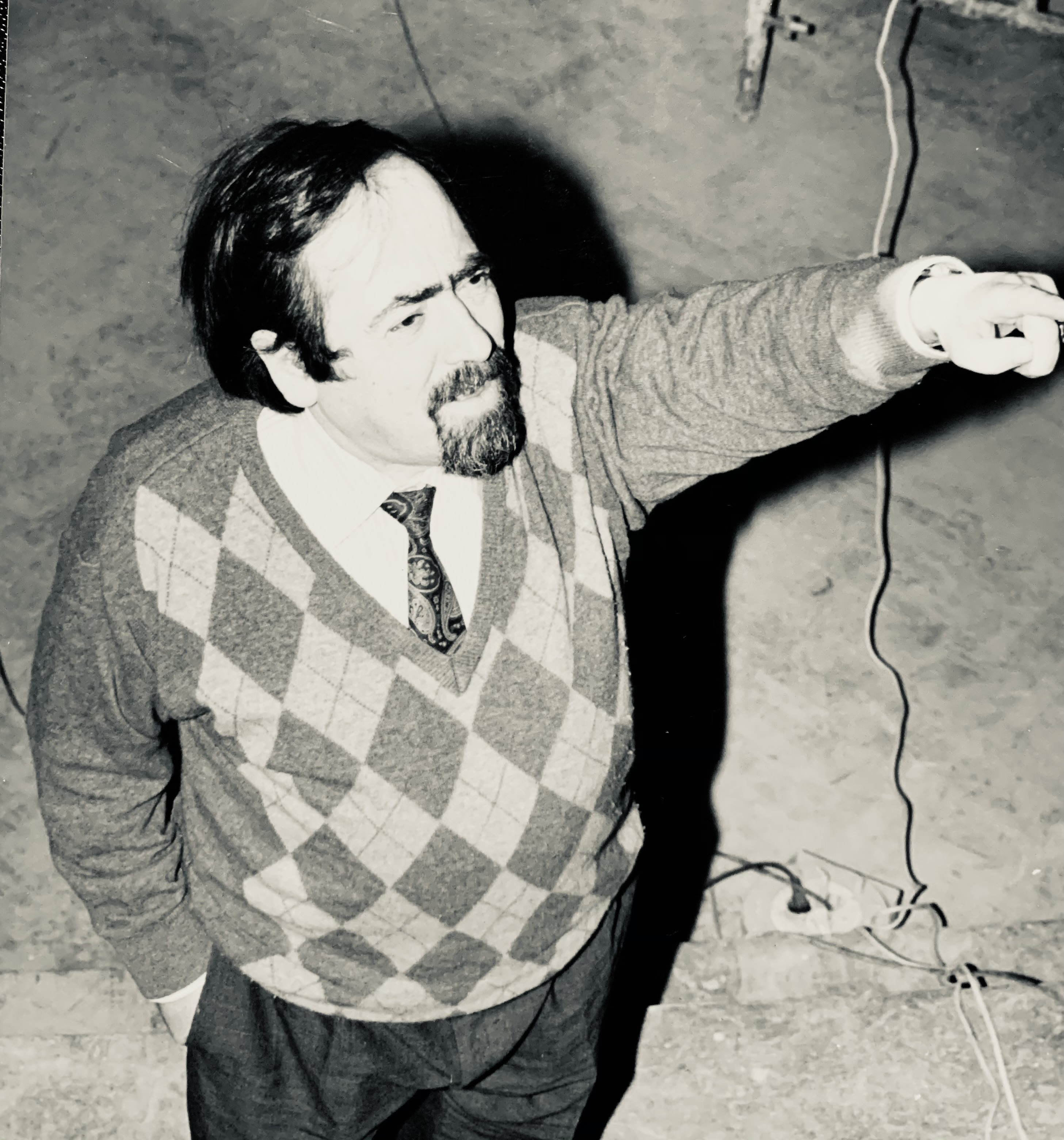
1998
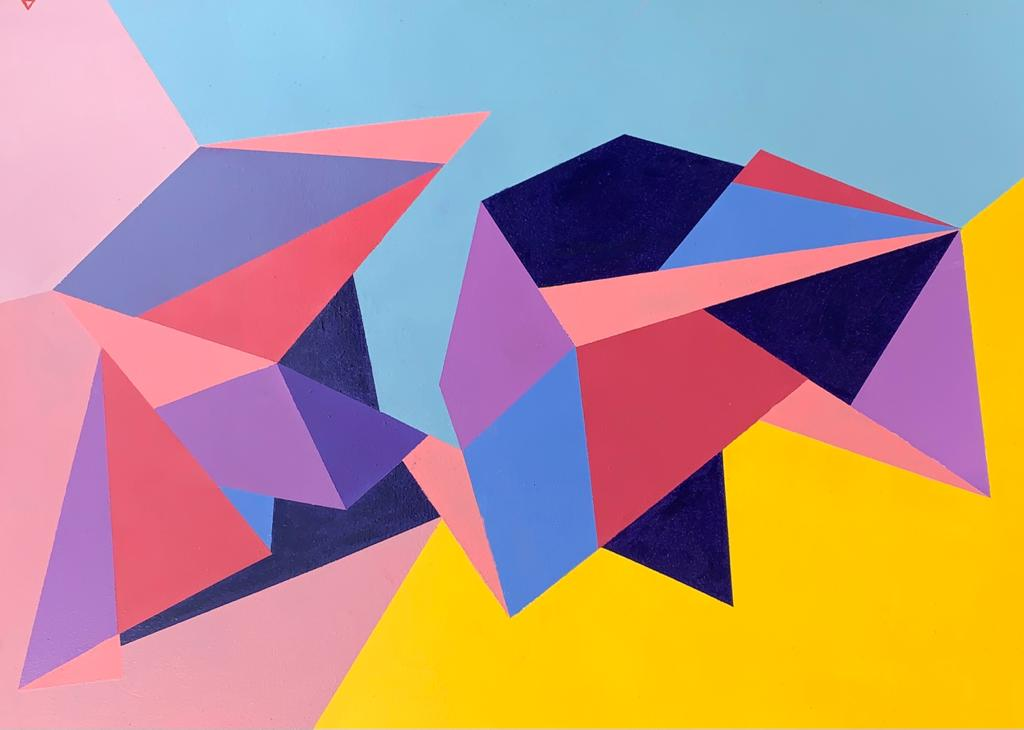
Formas, 2005
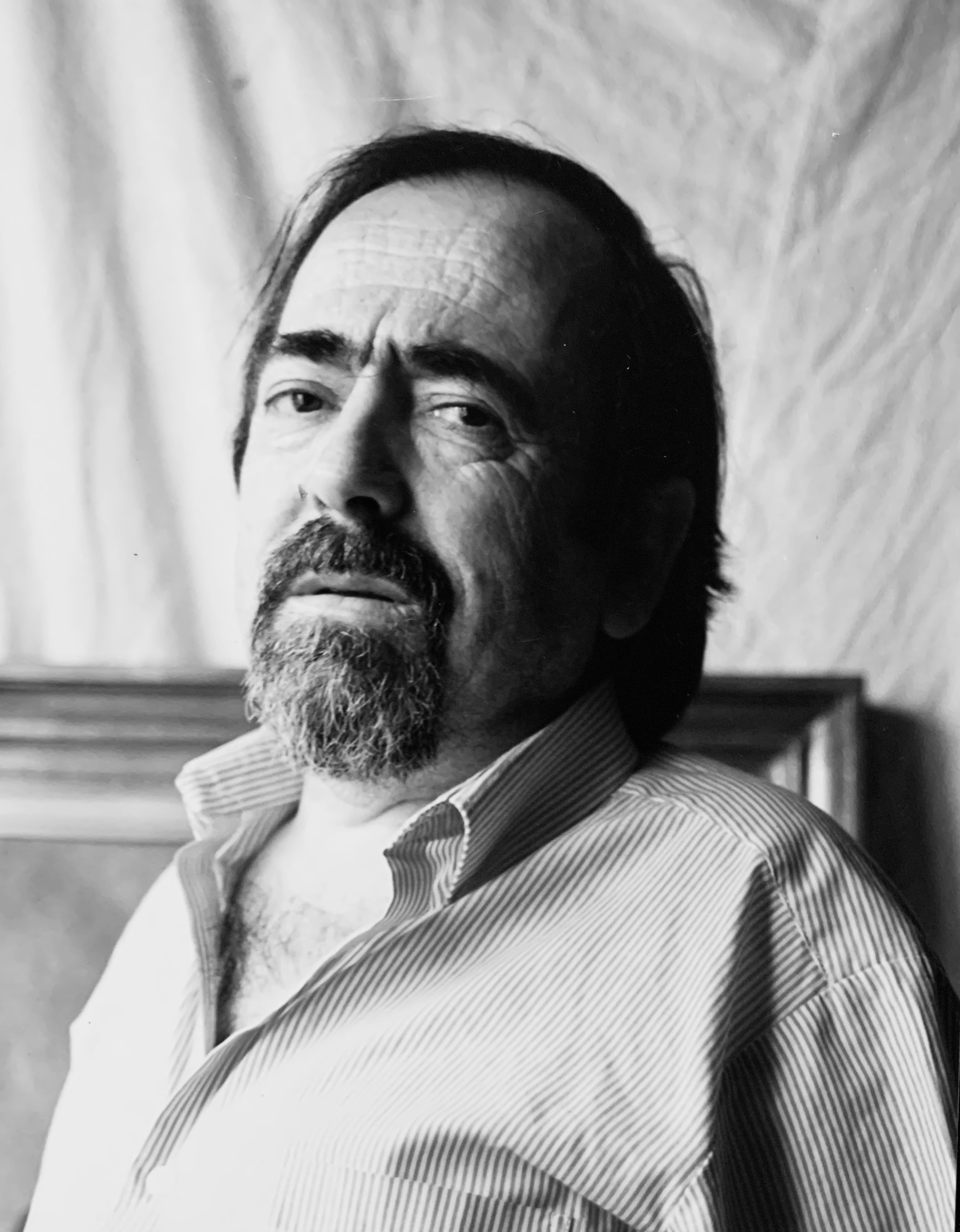
2008